# 燈籠 (建築裝飾)

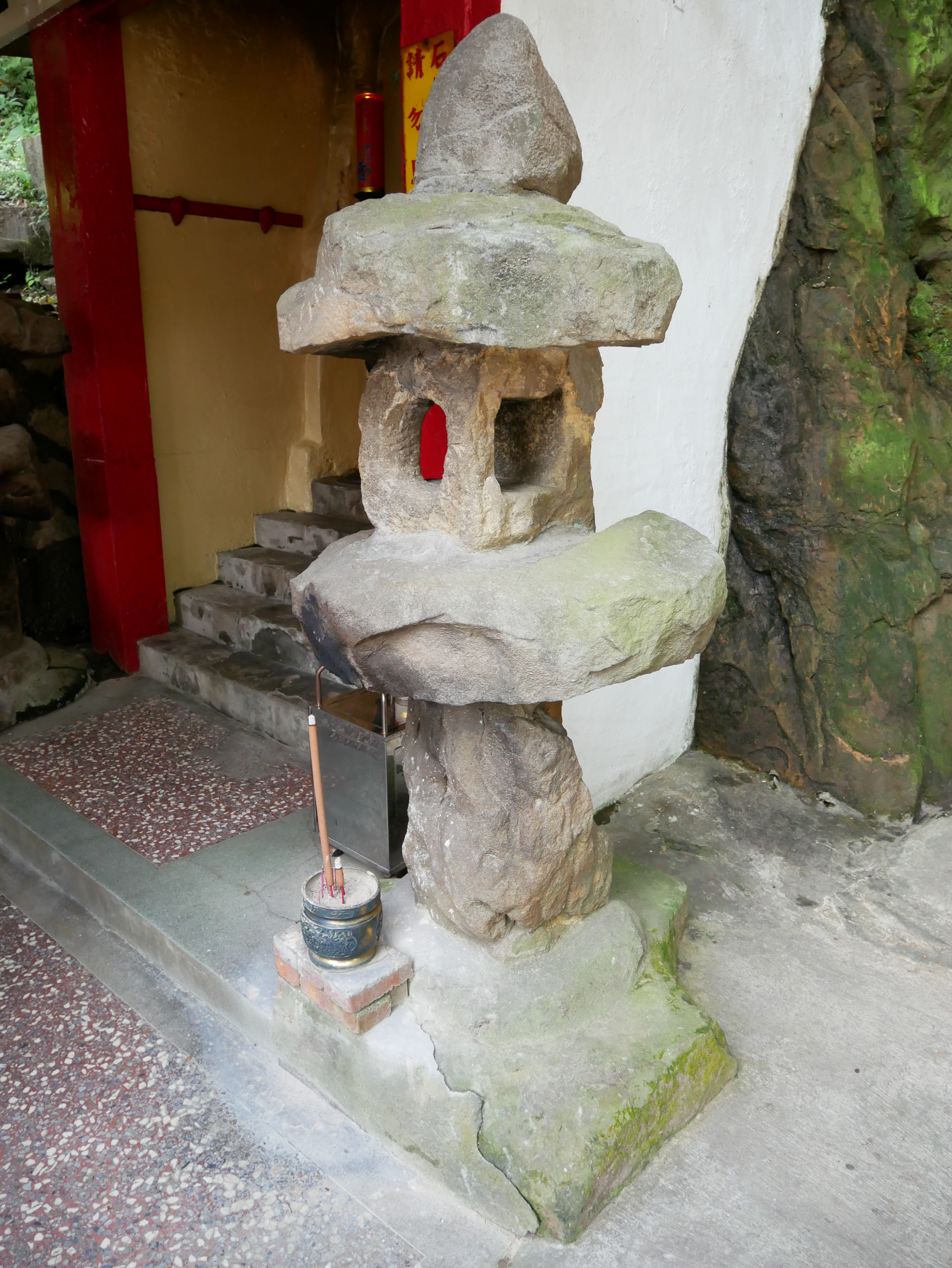
北投不動明王石窟石燈籠

燈籠是一種東亞傳統照明用具，源自中国，後來傳至日本、朝鮮半島、越南、琉球等地，原是佛教供燈，後來廣泛用於寺廟和園林建築，除了以石材製成之外，還有木、金屬等材質。石燈籠也是爲了防止風吹滅燈火而製成的用具，室內神龕使用的燈籠是木質框架。而室外的則有堅實的石燈籠以及金属燈籠，也有木或陶瓷製的，一般都是立在地上的燈幢，不過也有垂吊著類型。
傳統的燈籠利用油、蠟燭的燃燒產生光線。到了近代後，出現了使用煤氣與電力的光源。

## 基本構造
石燈籠的組成部份包括：
1. 寶頂：日語稱寶珠（擬寶珠），幢頂上的洋蔥状物。
2. 幢頂：日語稱「笠」，燈室的屋頂部分。以六邊形、四邊形為主流，但也有圓的“雪見型”。多邊形的連線從寶珠下部分延伸出去，最末端突出，稱“蕨手”。
3. 燈室：日語稱「火袋」，燈籠的主體，一些裝飾性的燈籠燈室從不點火。
4. 幢身：日語稱「中台」，燈室最下部的基礎部份，有蓮座之類的裝飾。
5. 竿：燈幢下部的長柱子。雪見型燈籠會省去這一部份。一般是圓柱體，也有四面、六面、八面體。可能有節狀飾物。也有人物、動物造型的。
6. 基礎：最下部。以六邊形和圓形為主流。也有以瑞獸造型為基座。

## 各地的燈籠

### 中國

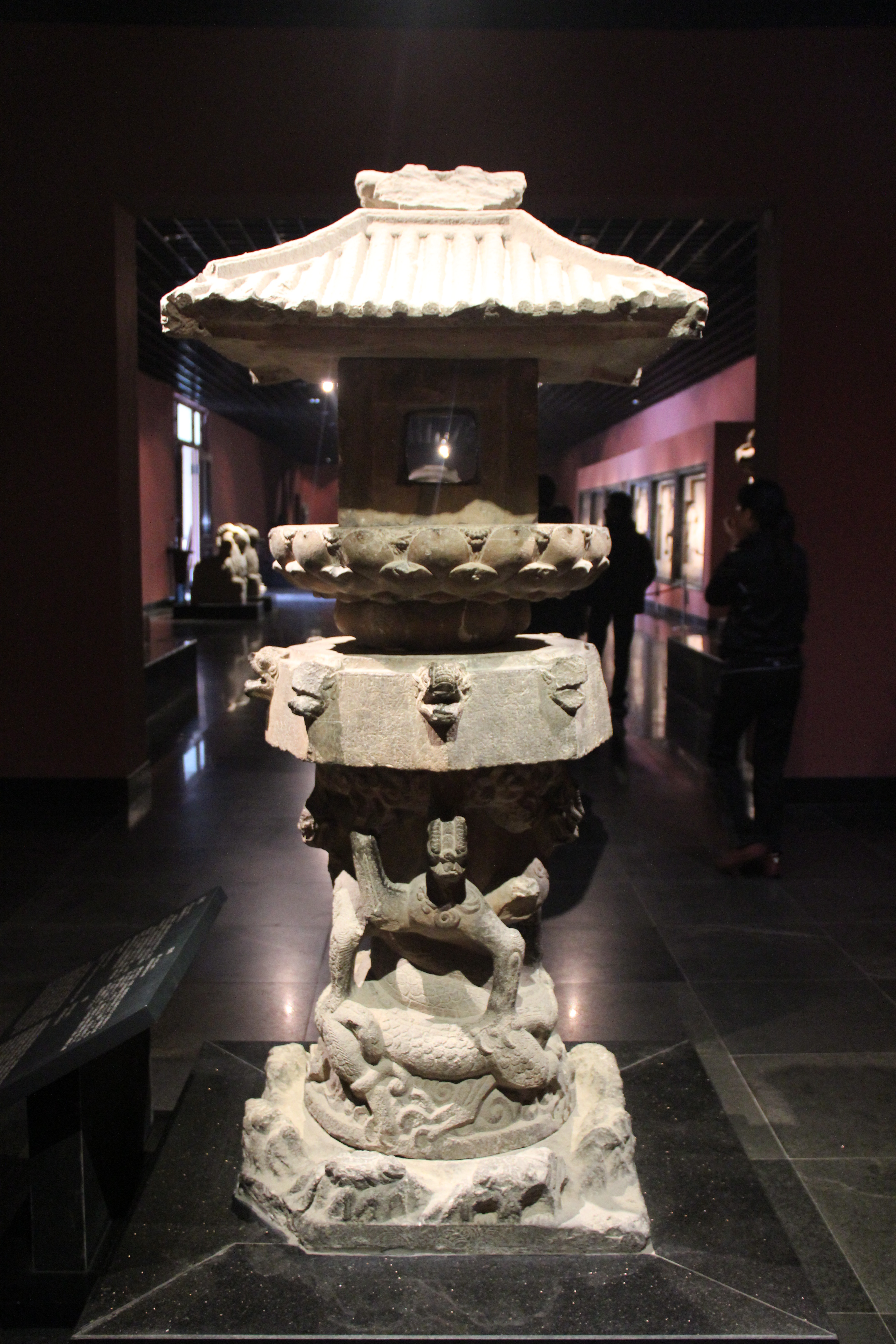
西安碑林所藏石牛寺唐代石灯

中國的石燈籠最遲出現在漢代，盛行於魏晉南北朝至唐代，見於寺院、廟宇、園林等，五代之後逐漸少見。佛寺一般都在殿堂正前方设置石灯，慧炬长明，代表佛的无穷智慧与法力。现存中國境內最早的石灯为山西太原童子寺北齐石灯。唐代石灯则有大庆八年（773年）所建山西长子县慈林山法兴寺石灯、陕西乾县石牛寺石灯、河北曲阳北嶽廟盤龍石灯等，此外還有黑龍江寧安渤海鎮的渤海國上京龙泉府兴隆寺中的石灯。

### 日本

#### 庭園石燈籠

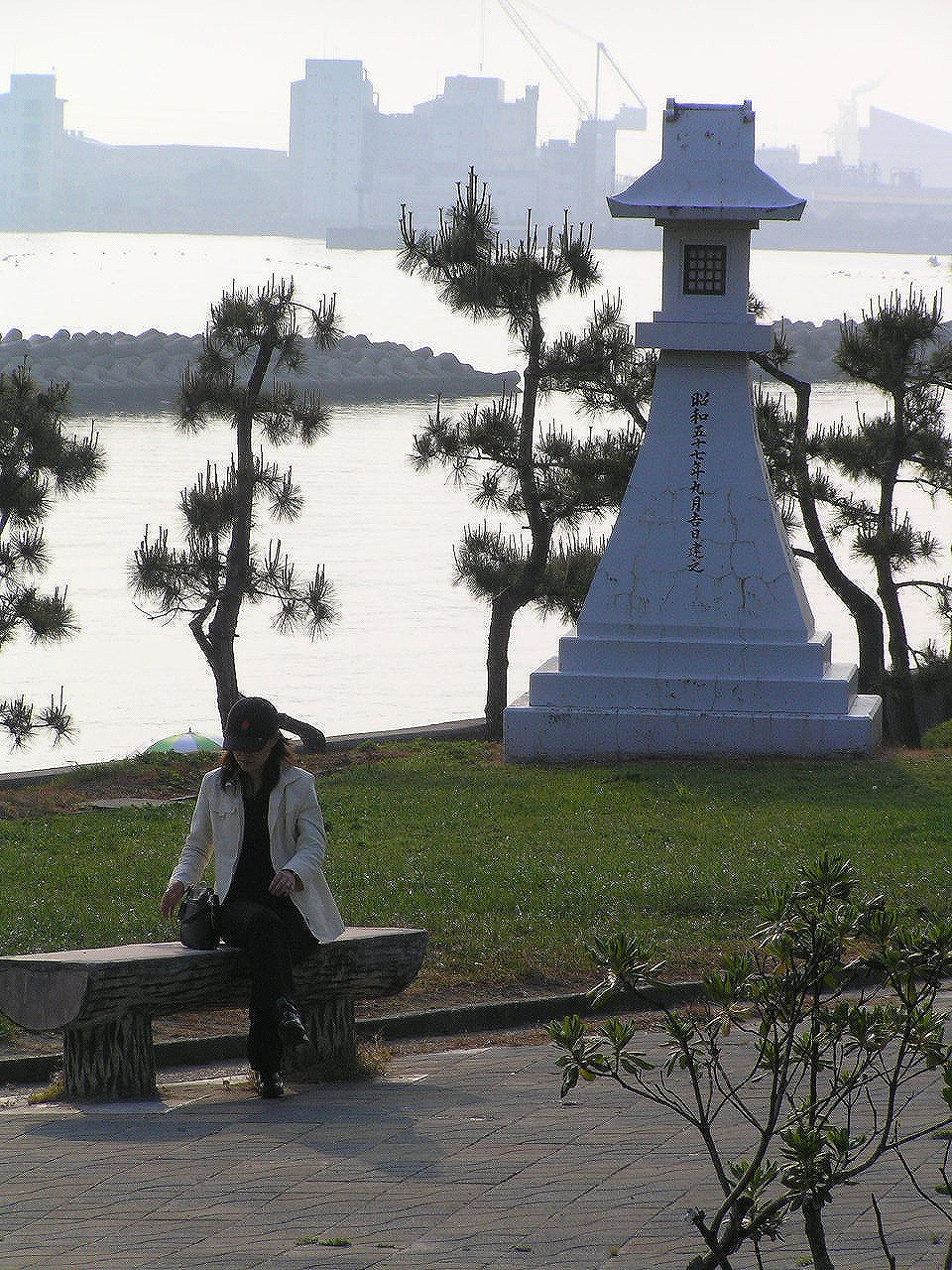
神社內為保佑船隻安全而設置的石燈籠（日本明石市住吉神社）

日本燈籠是由中國唐代經朝鮮半島傳入，並隨著佛教的傳入、寺院興建而開始在奈良時代大量出現，一般都是僧侶們使用。到了平安時代，神社也有了同類的献灯。之後又發展出室内用的行灯、可折叠攜帶的提灯。現在日本神社、寺院和舊街道依然有為數眾多的固定式燈籠。近代以前在港口地區還發展出了類似燈塔的常夜燈。石質的燈籠是日本庭園文化的重要組成部份。石質一般是花崗岩。京都高瀨川二条苑的吾妻屋風燈籠是日本国内現存最大的石燈籠，高13米。

#### 神社赤燈籠

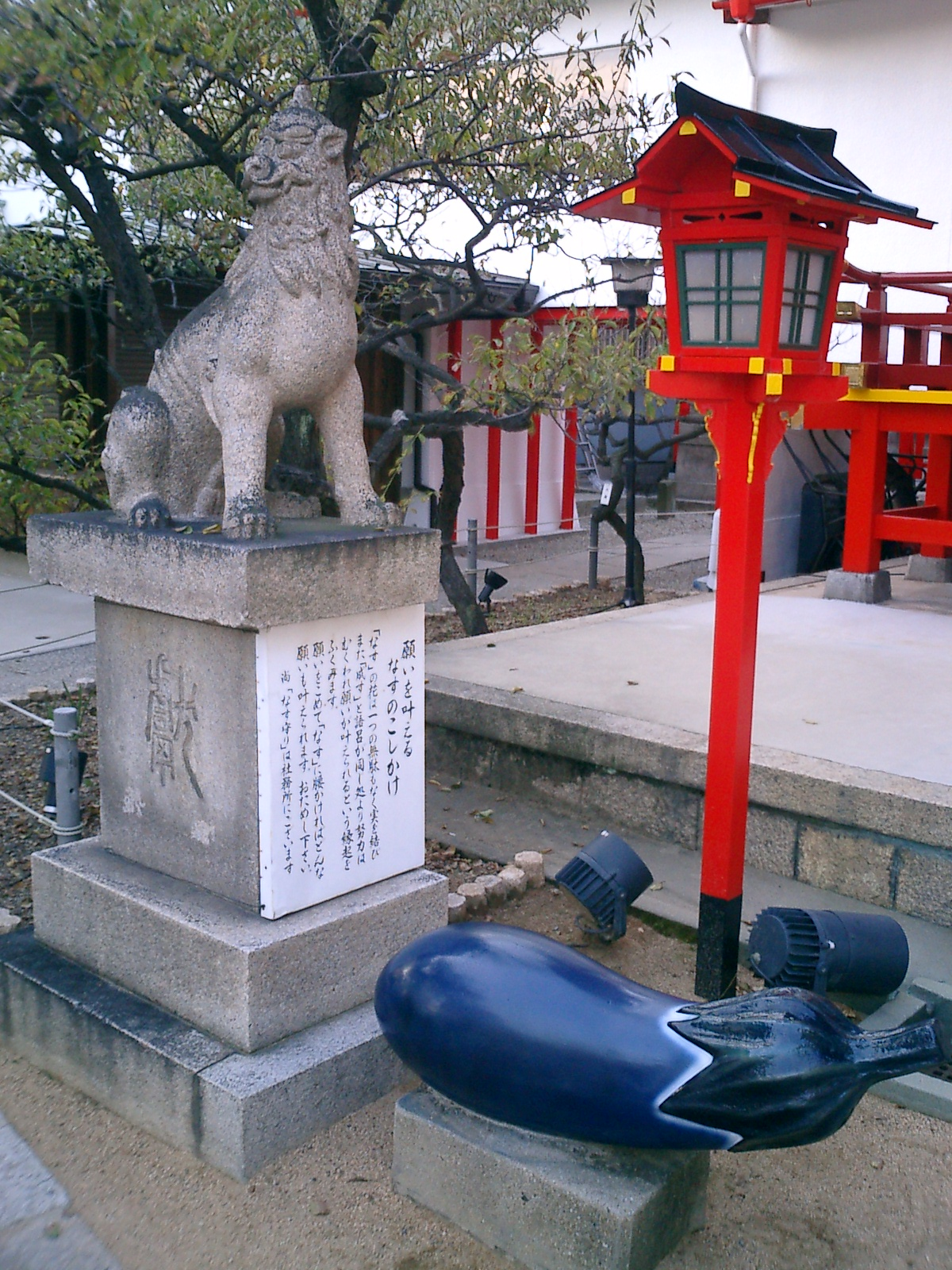
神社赤燈籠

完全跳脫中國的體系，採用神社屋頂樣式的燈籠，最初來源於神社，但是在江戶時代，遊廓等風月場所也為了展現豪華程度而設置神社赤燈籠。

### 朝鮮半島

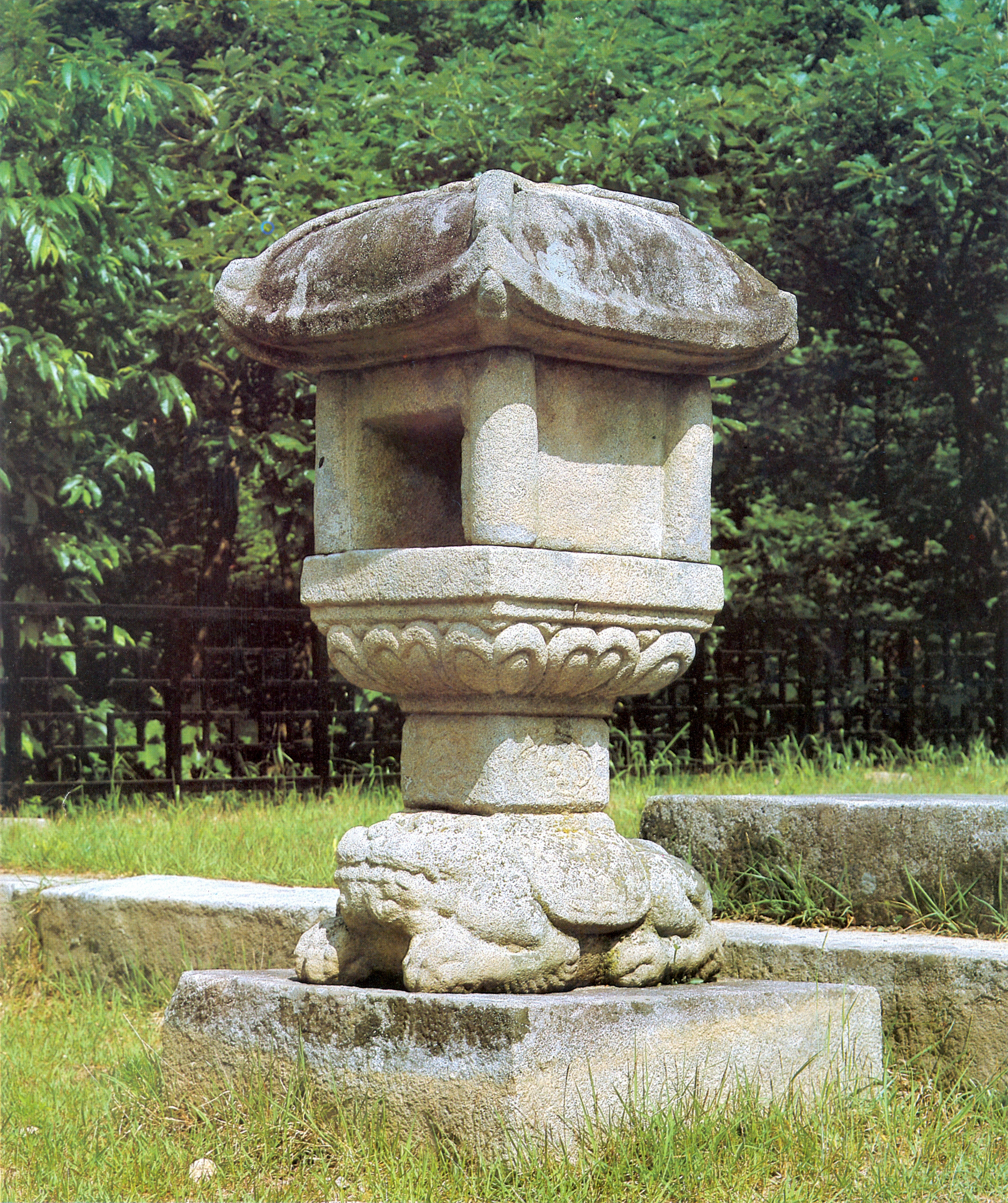
獅子基礎石燈（韓國忠清北道忠州市青龍寺）

朝鮮半島的石燈籠始見於三國時代，由中國傳入。最早見於百濟益山彌勒寺。新羅崇尚佛教，大量興建佛寺，寺內設置石燈籠。而麗水市興國寺有一石燈基座為贔屭造型，而忠州青龍寺址普覺國師塔旁獅子石燈則以獅子為基座。除了見於寺廟、園林外，還有用於陵墓建築，如高麗恭愍王陵的石燈。

### 越南

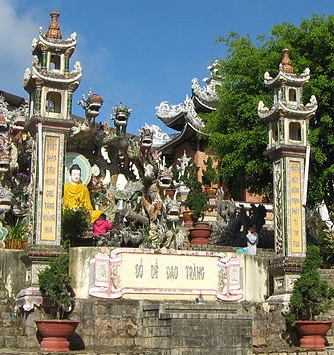
成對的塔型柱式石燈（越南大叻祇園寺）

越南的石燈籠多見於漢傳佛教寺院佛寺和大型廟宇，此外也有陶瓷製的燈籠。除了類似其他地區的形狀外，還有些燈室形狀近似覆缽式塔的燈籠，有些會配上數節鼓腹型的竿，多配以塔剎狀的寶珠。也有些竿很長，燈身很高的燈籠，成對設置，竿通常呈方形，有些竿上刻有對聯，有些設置在入口處作為楹柱之用。也有些燈籠的燈室不止一層，呈塔狀。一些石燈籠會髹上其他顏色，或以琉璃瓦覆蓋幢頂。有些會以石獅子代替幢頂。當地一些南傳佛教寺院受京族文化影響，也有設置石燈籠，這些石燈籠配有東南亞式屋頂狀的幢頂，與東亞式建築中的石燈籠有明顯差異。

## 種類
以下是幾種主要的燈籠類型：

### 有基座的燈籠
立燈籠是最常見的燈籠，有基座，笠上有雕花，其下分類眾多：
- 蟠龍石燈

又作盤龍石燈，竿上雕上蟠龍圖案的石燈籠。
- 春日燈籠

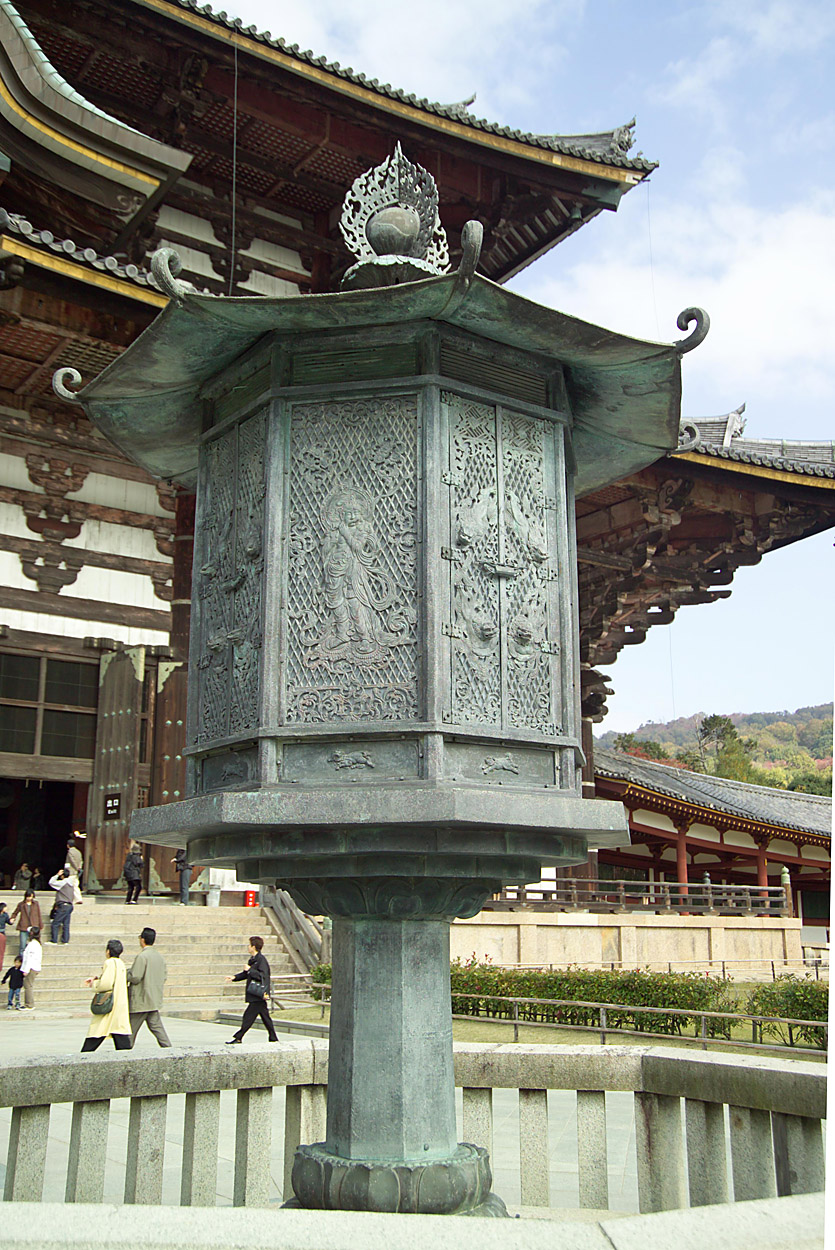
金銅燈籠（日本奈良東大寺）

以春日大社為名，是神社佛閣常見的燈籠類型，竿長、火袋高。一般會設置在園路兩旁。需要有固定設施以防地震時摔倒。
- 柚木燈籠

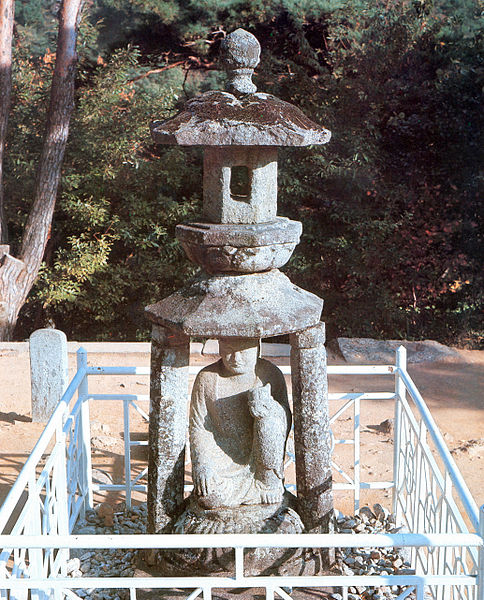
人物像石燈（韓國全羅南道華嚴寺）

日本第二古老的燈籠，發現於春日大社。 其歷史至少可以追溯到平安時代，竿可能是神社附近的柚木造成的，的上、中、下部有三個圓環，基座是六邊形蓮花，笠上無蕨手。
- 獅子石燈

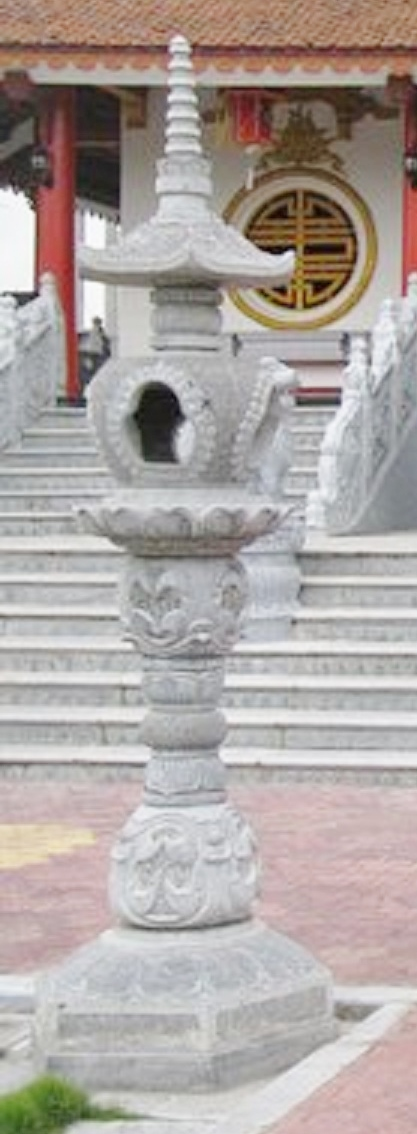
越南寺廟內的覆缽式塔型石燈

竿為獅子造型，也有些是在竿上較下部份雕上獅子圖案。
- 鼓腹型石燈

竿較短，分數節，中間部份較寬，如韓國潭陽開仙寺址石燈。
- 柱式石燈

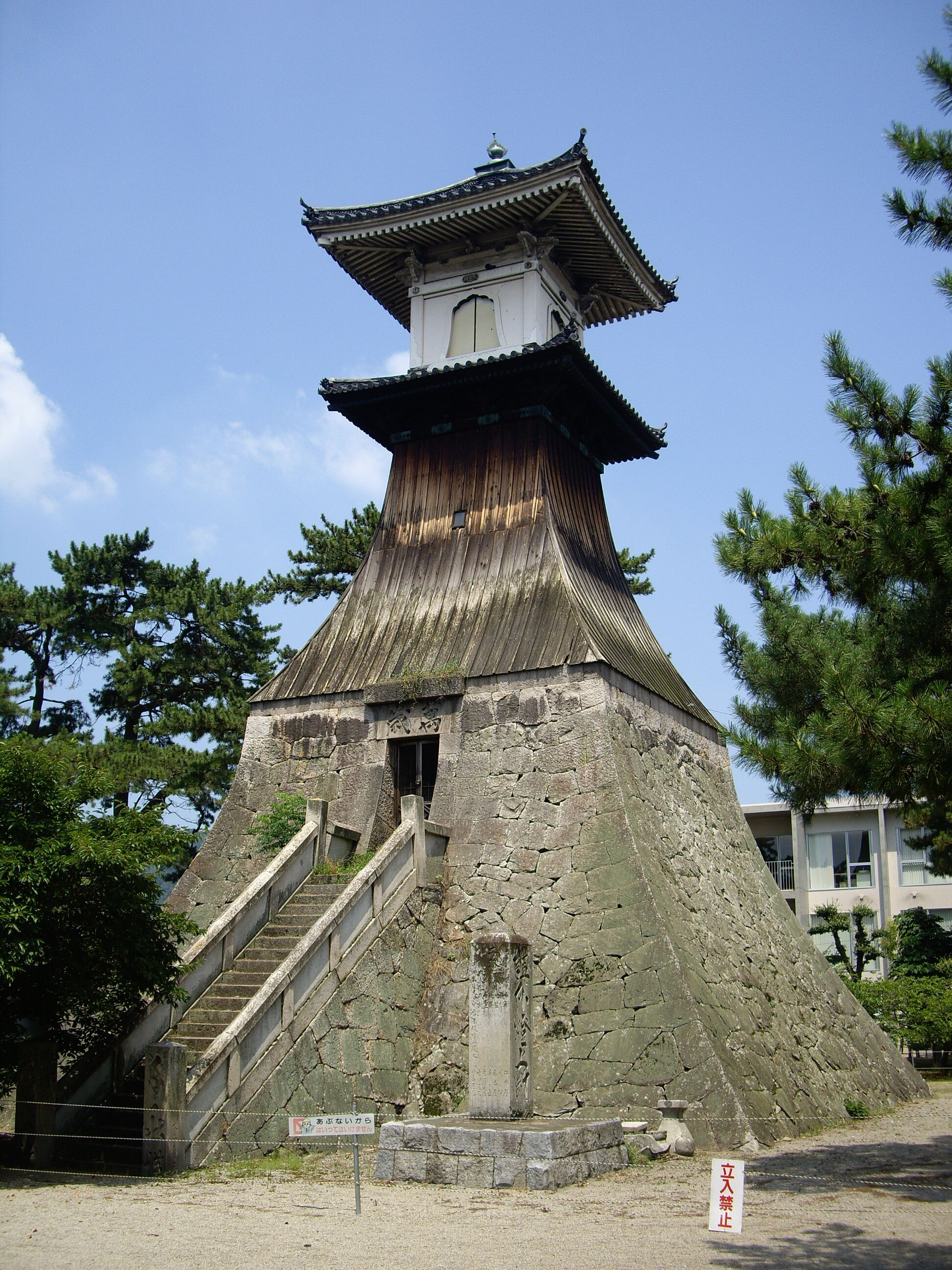
高燈籠（日本琴平町）

較高，常作楹柱用，竿呈方柱形，成對擺放，有些會刻有對聯。
- 塔型石燈

燈室多於一層，呈塔型。
- 覆缽式塔型石燈

燈室呈覆缽式塔狀，多以塔剎狀組件代替寶珠。
- 燃燈塔

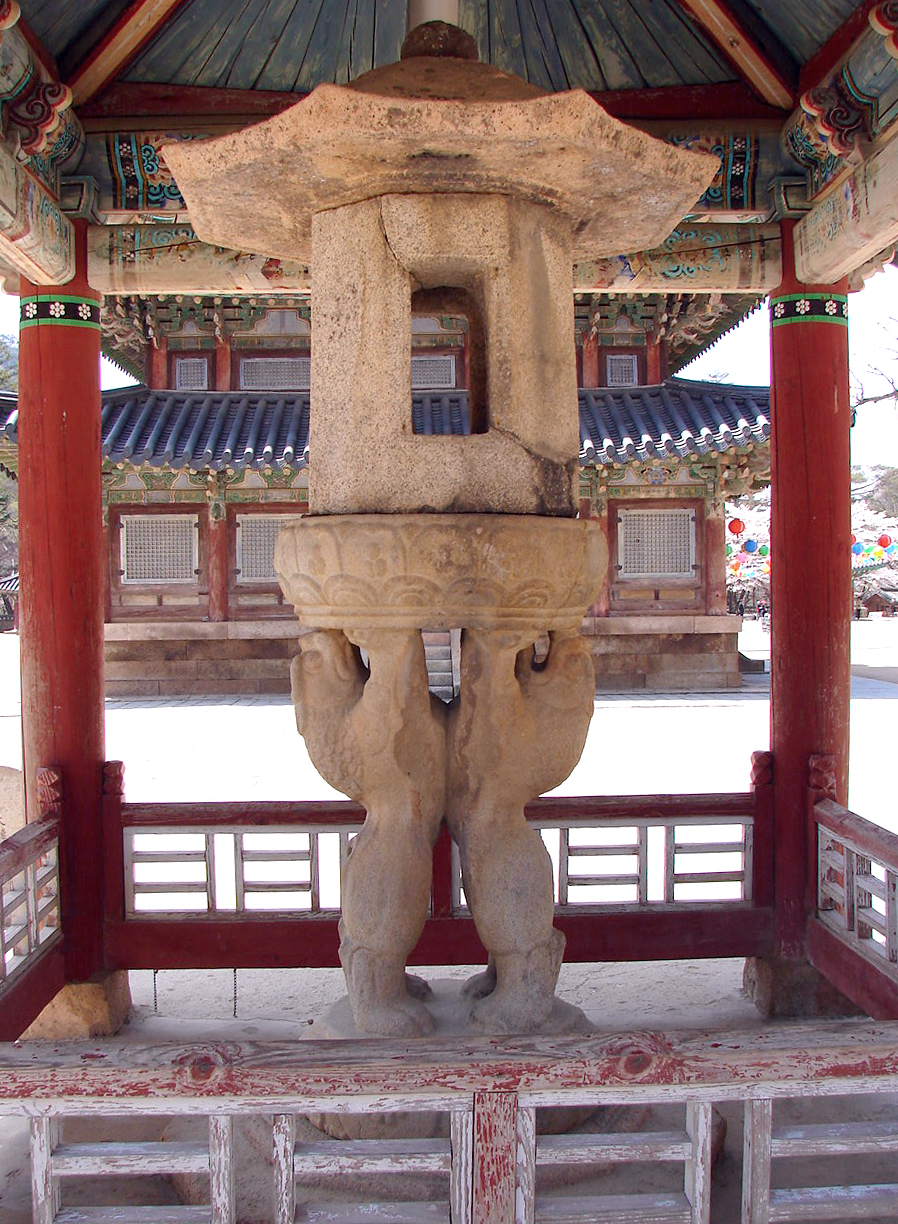
雙獅子石燈（韓國忠清北道報恩郡法住寺

基座及柱較燈室寬，整座呈塔狀，如長子縣法興寺石燈

### 埋燈籠
埋燈籠是沒有基座，直接插入土中的燈籠：
- 織部灯籠

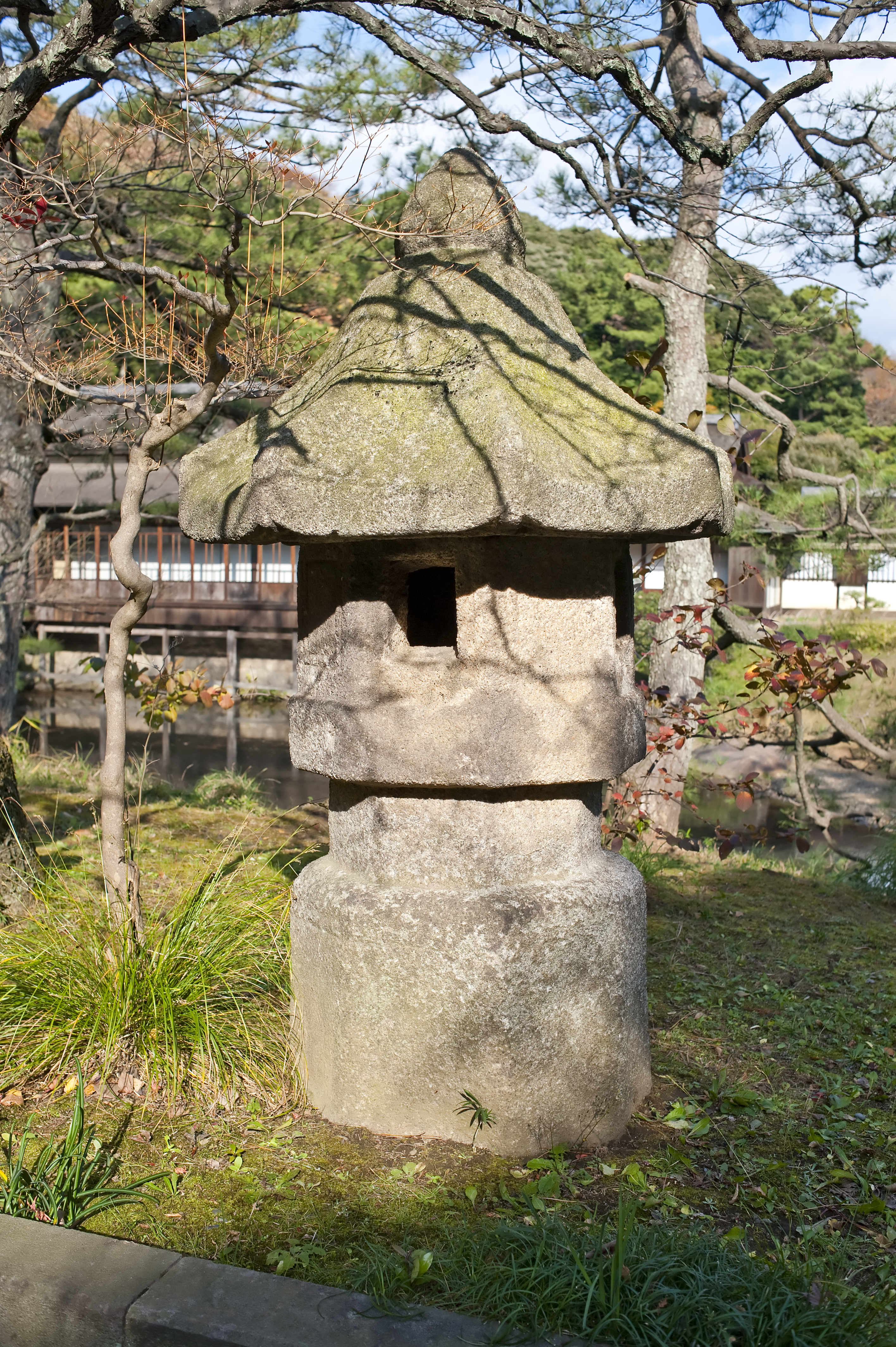
無基座的埋燈籠

用來給手水缽照明而建，四邊形火袋的高度可以調節。是江戶時代的茶人古田織部特別喜愛的一種燈籠，也由此得名「織部」，但並沒有證據顯示是古田設計了這種燈籠。
- 吉利支丹燈籠

是織部灯籠的一種，石竿上可能刻有十字以及基督教聖人肖像，因此得名（吉利支丹即當時對天主教徒的稱呼）。
- 水螢燈籠

典型的水螢燈籠火袋有四個面，其中兩個有方形開口，另外兩個則是對頂三角形開口，見於京都桂離宮，笠有方圓兩種。
- 岬燈籠

沒有基礎，一般是在河岸港灣處模擬燈塔而建。

### 可移動
置燈籠，沒有竿和基礎，雖然可以放置在地上，但是很難固定，其中包括三光燈籠，個體很小，“三光”指的是其火袋透光口，通常模擬日、月、星的形狀。 長置於水邊，也見於桂離宮。

### 雪見燈籠
沒有竿和中台所以很低。主要用來照亮水面，常見的是三足燈籠，其中一足在陸上，其餘兩足在水中，也有四足燈籠。有圓笠的丸雪見和六邊形的六角雪見。
出現於桃山時代，現存最古老的雪見燈籠位於京都桂離宮，其歷史可追溯到江戶時代。

### 徽軫灯籠
兩足，多置於水邊，一足在陸上，另一足在水中。見於兼六園。

### 野面灯籠
野面灯籠指的是用未經打磨的粗糙石頭製成的燈籠。

## 圖片

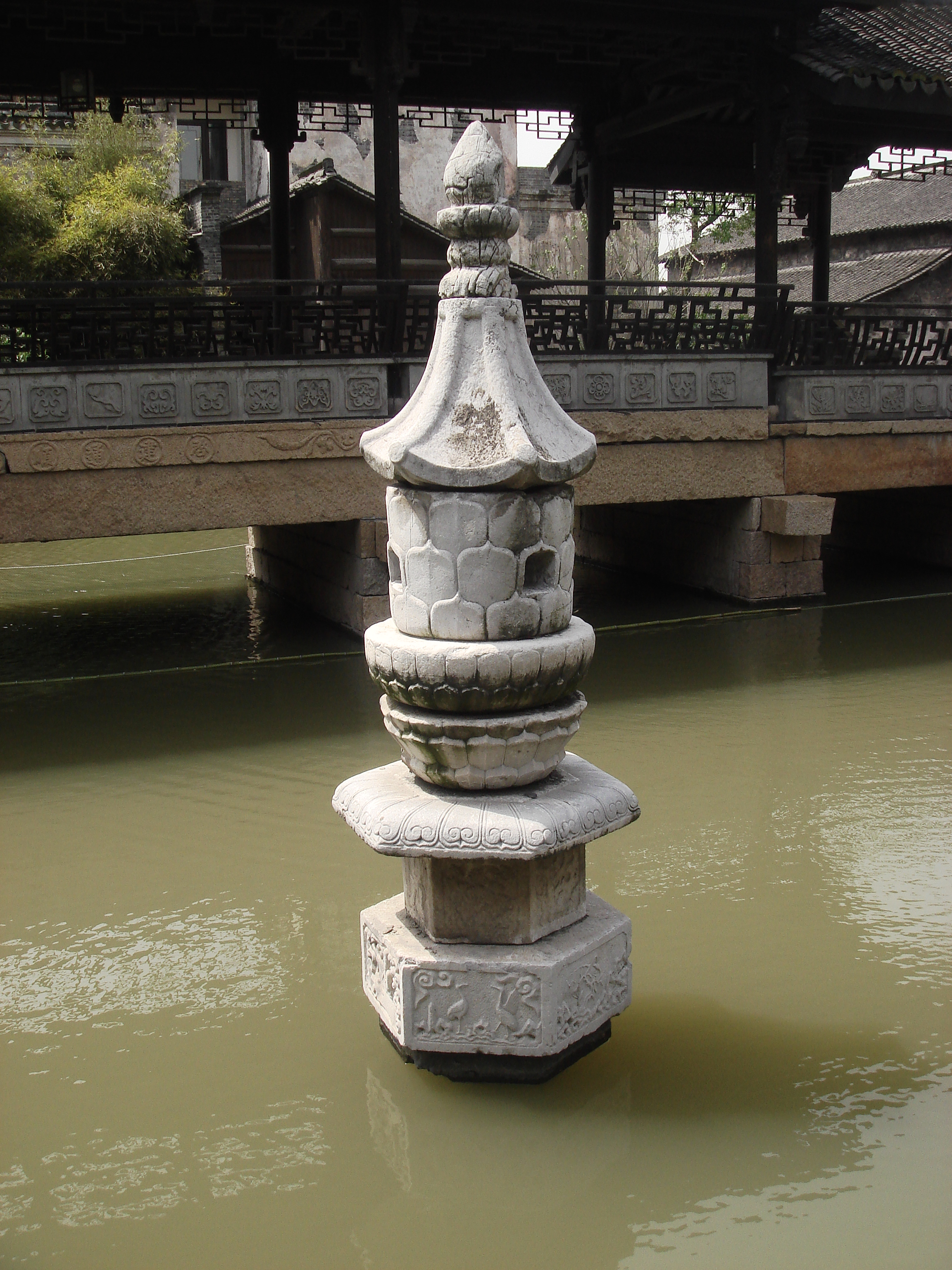
水中石燈籠（中國浙江省桐乡市烏鎮）
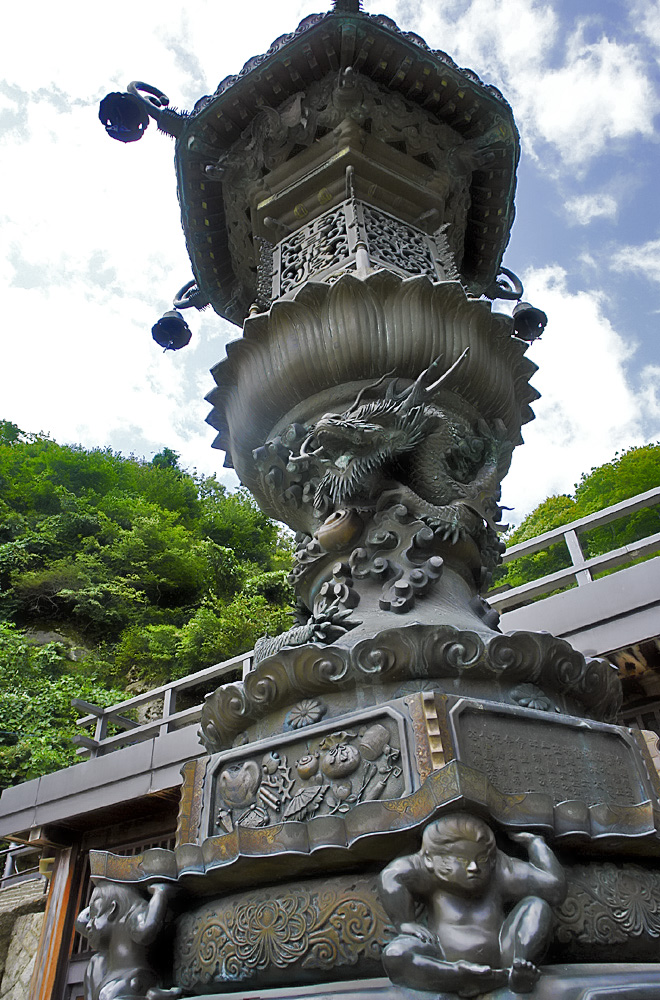
金銅蟠龍燈籠（日本山形・立石寺）
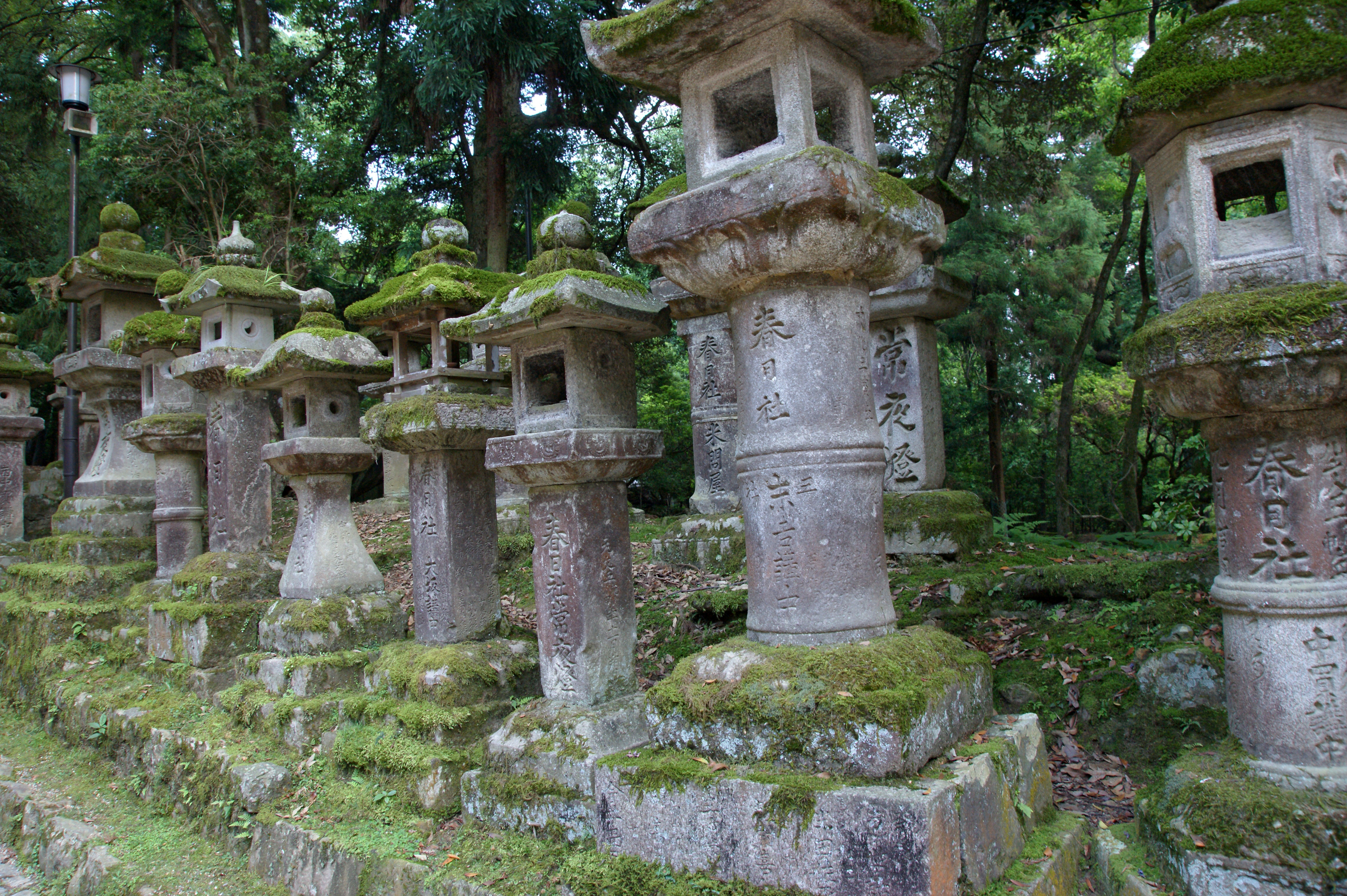
春日型（日本春日大社）
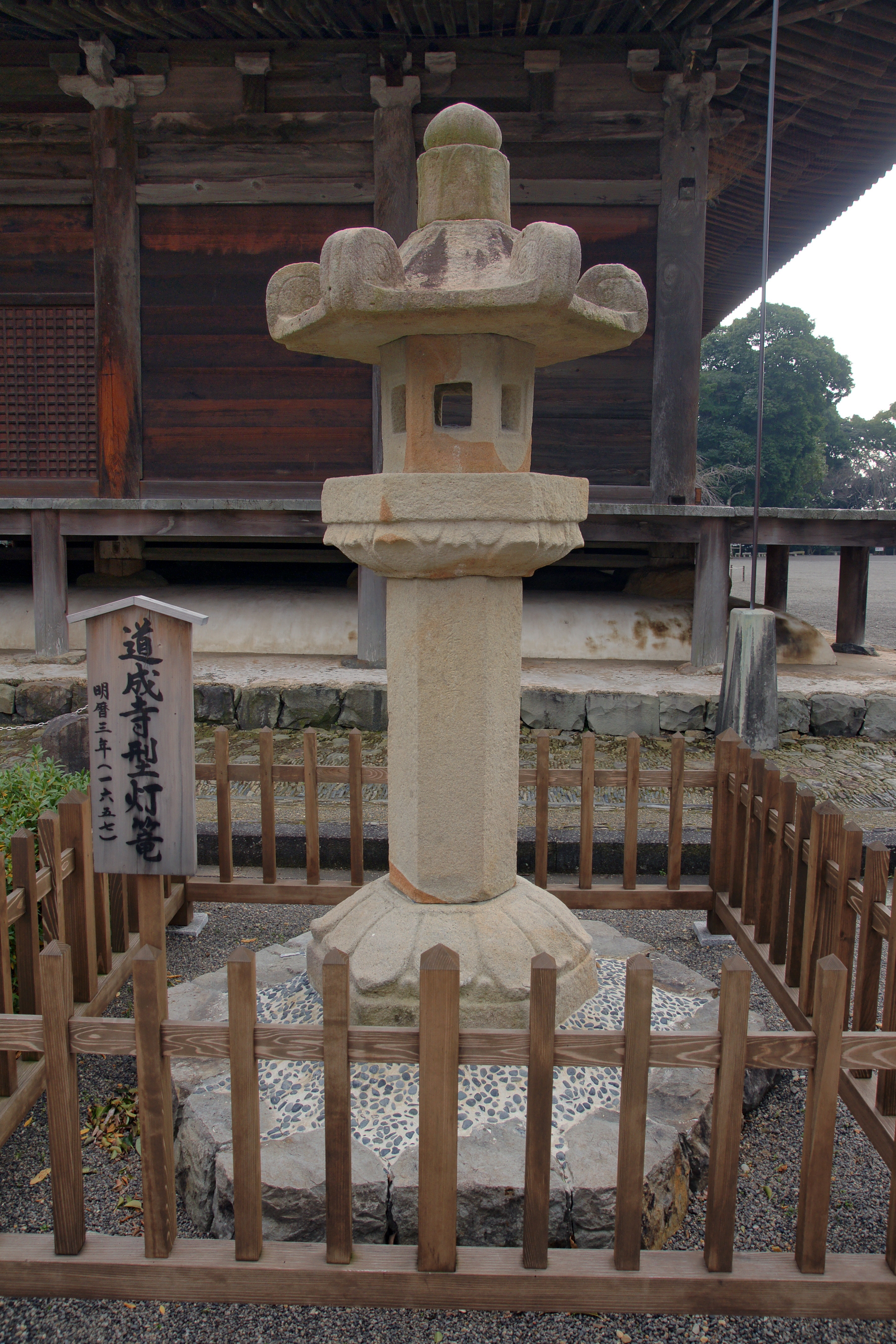
道成寺型（日本道成寺）
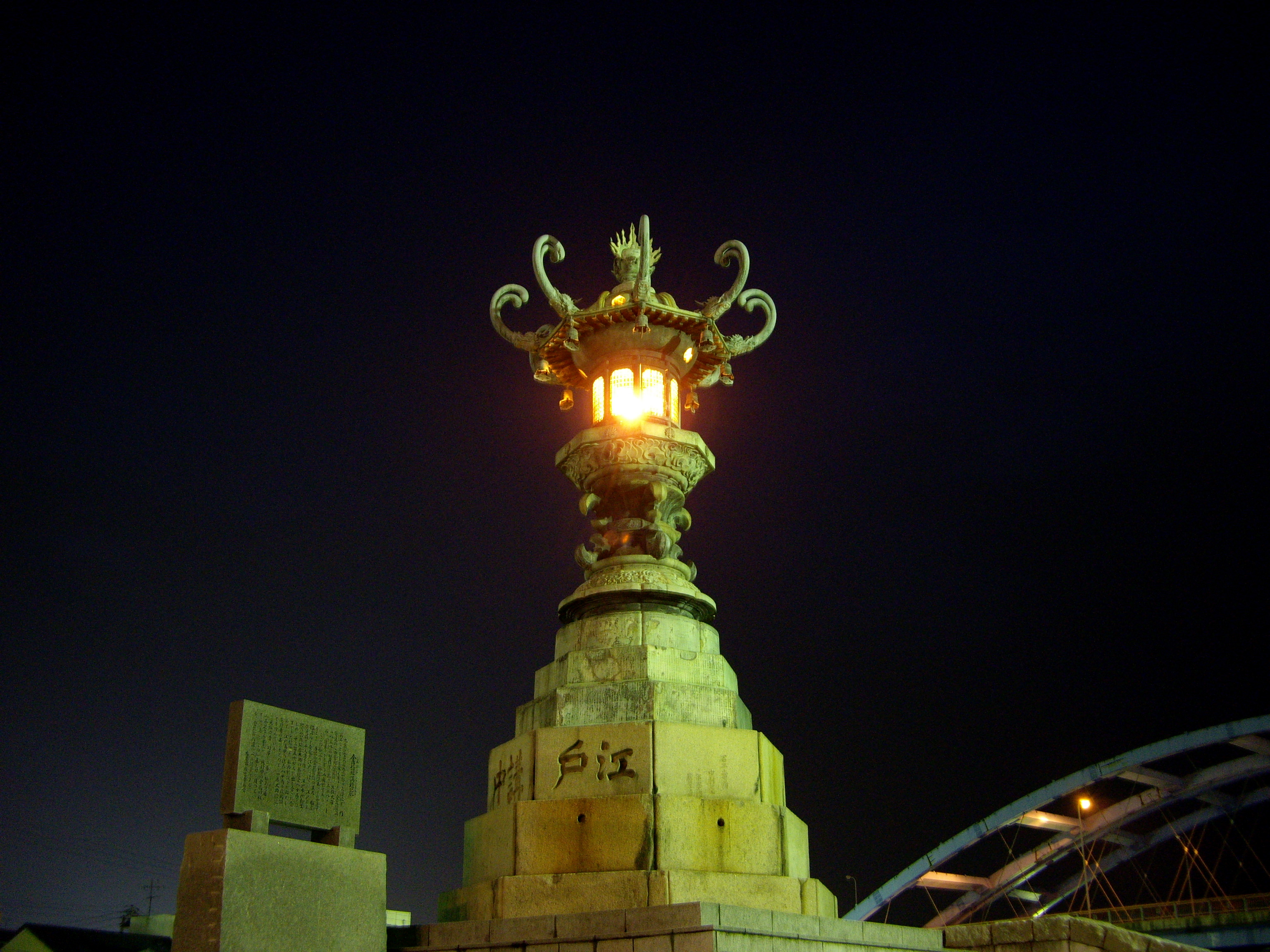
金毘羅講燈籠（日本丸龜港）
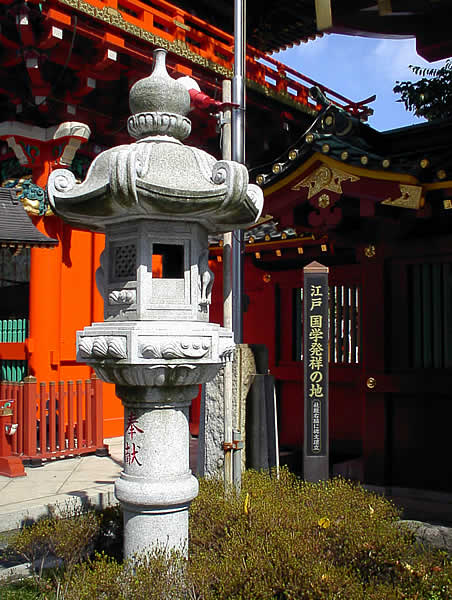
石燈籠（日本東京神田明神）
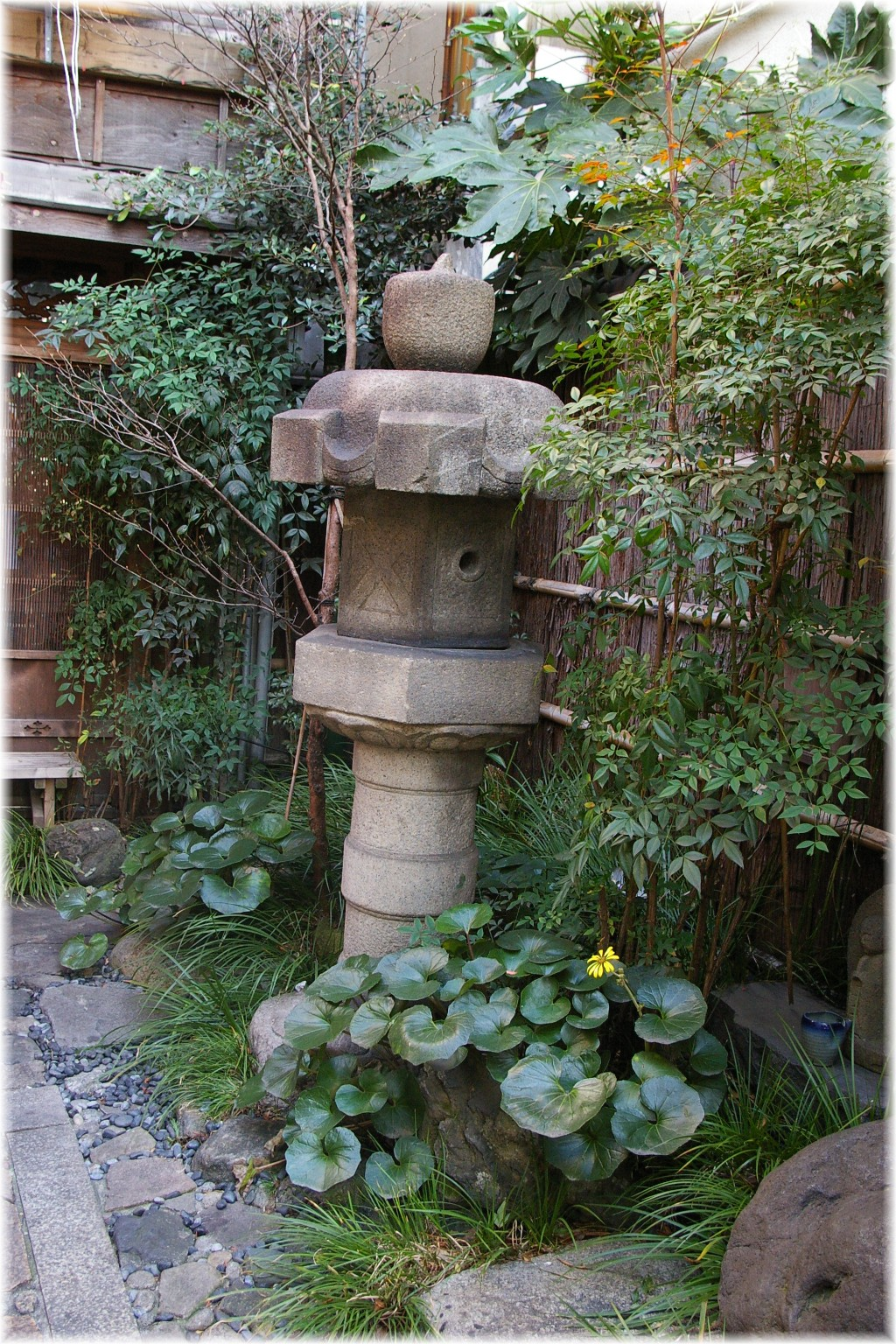
水野監物邸石燈籠 (日本東京都指定文化財產)
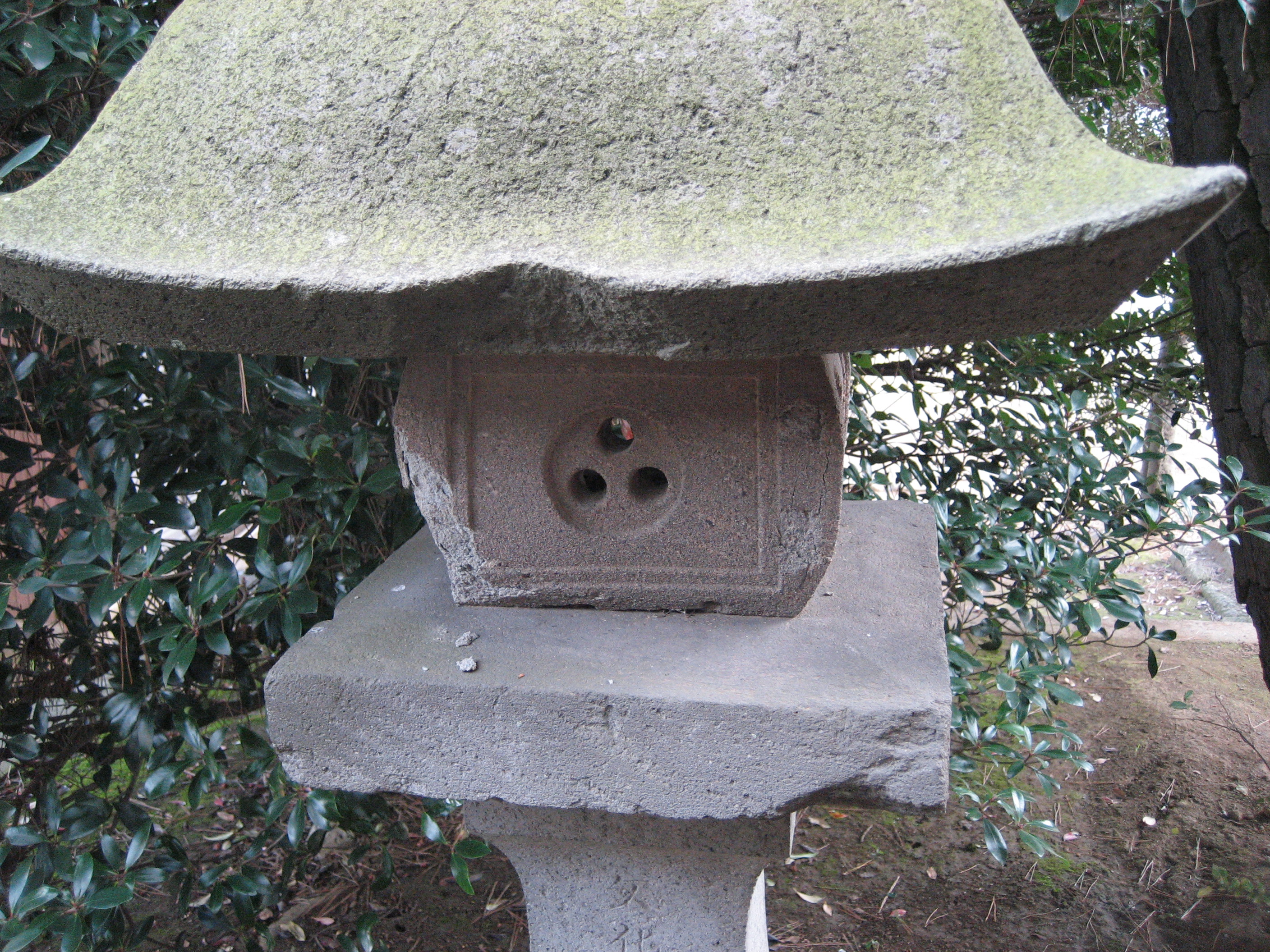
丹後神社（日本埼玉縣三郷市）三穴灯籠
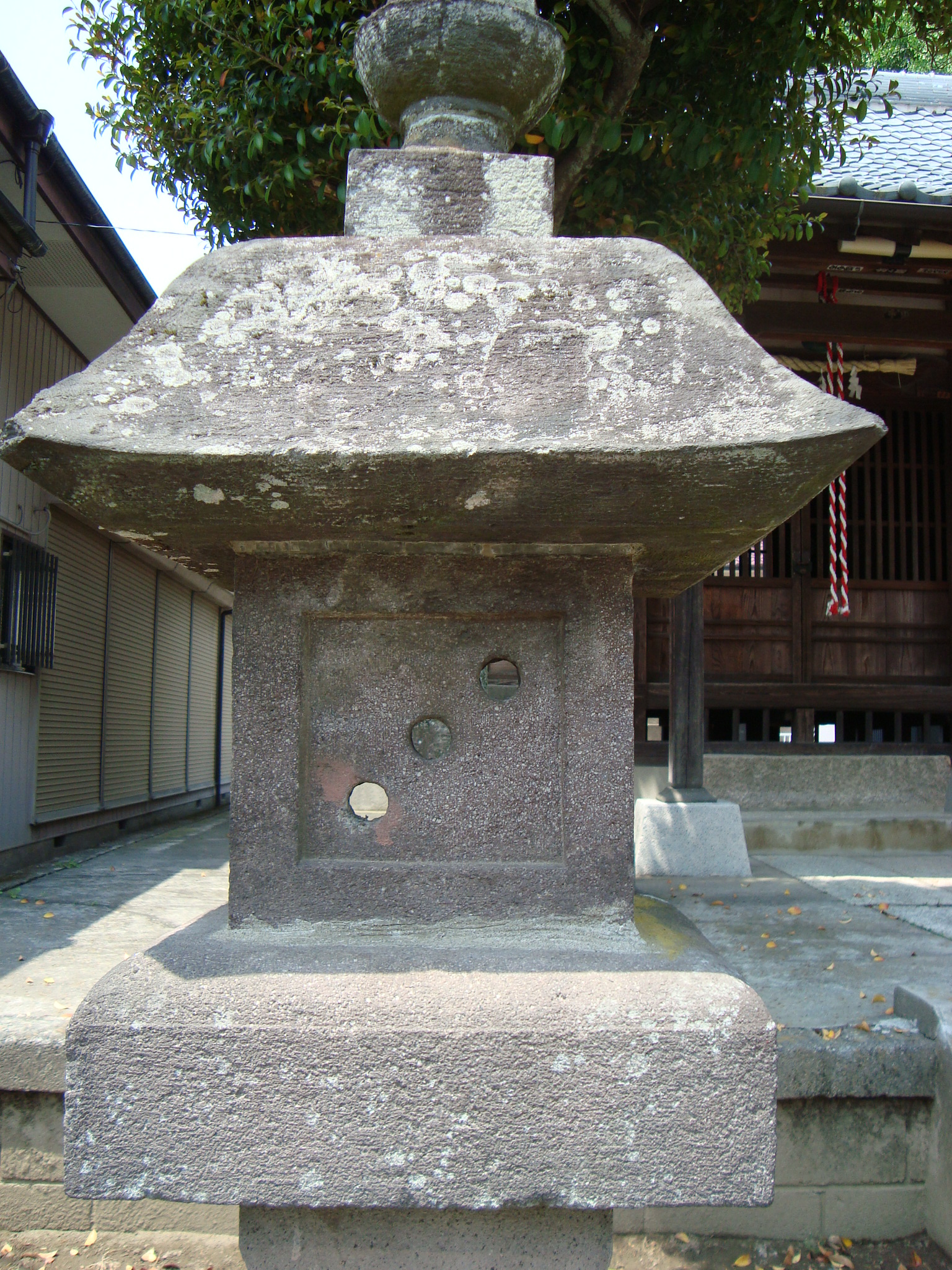
日本三鄉市香取神社的三穴灯籠/
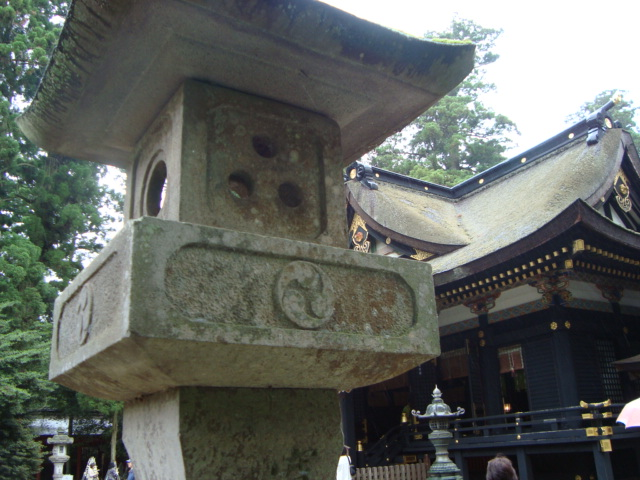
日本香取市香取神宮的三穴灯籠
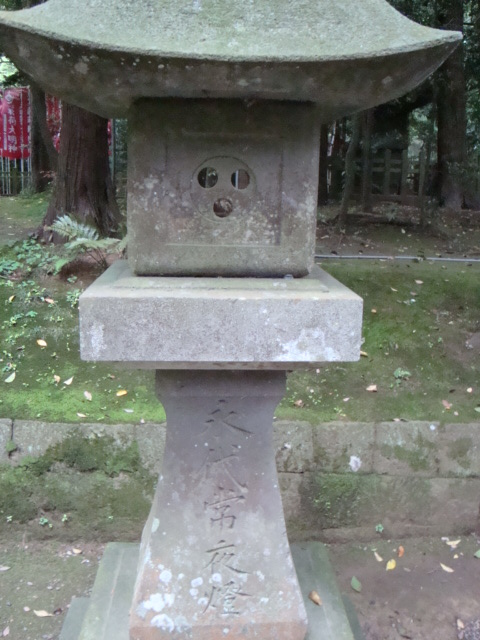
日本鹿島神宮的三穴灯籠
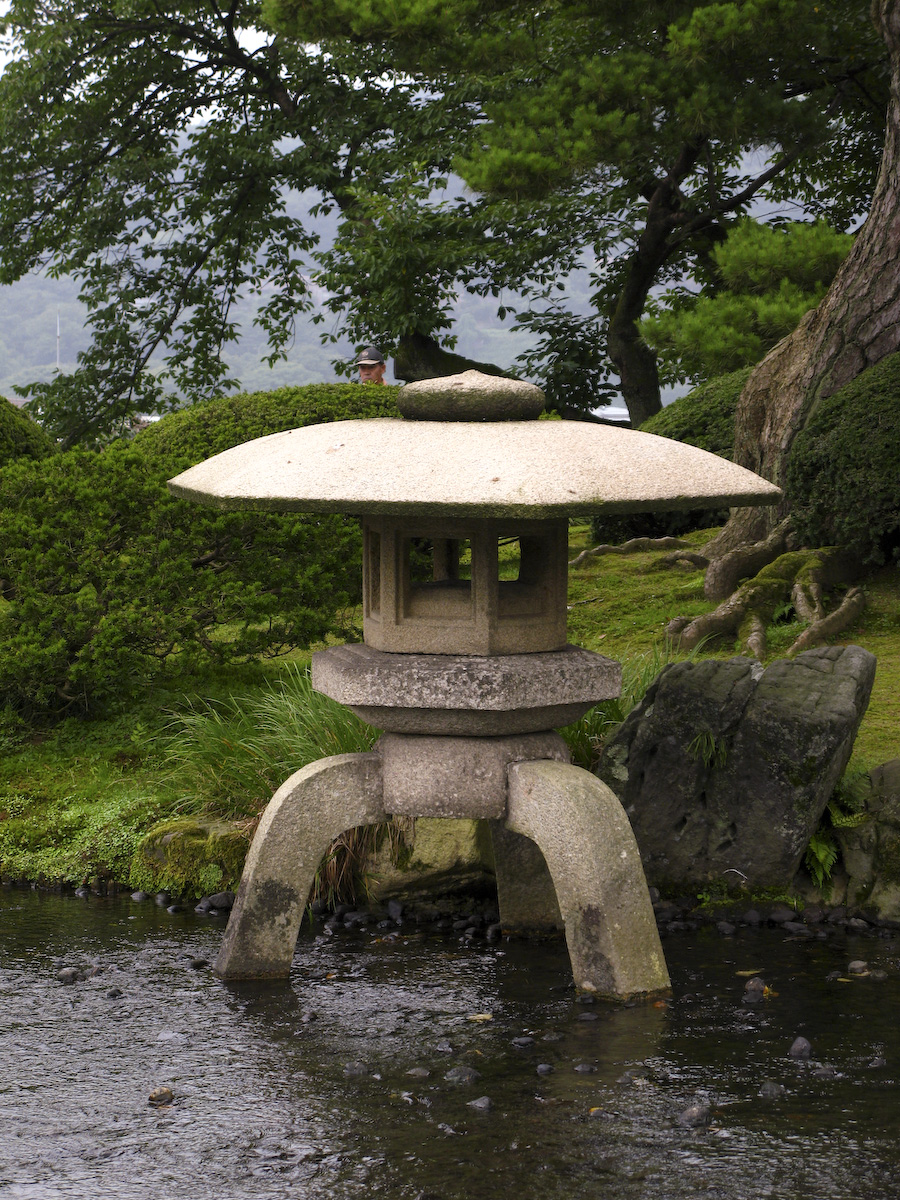
日本兼六園的三足雪見灯籠
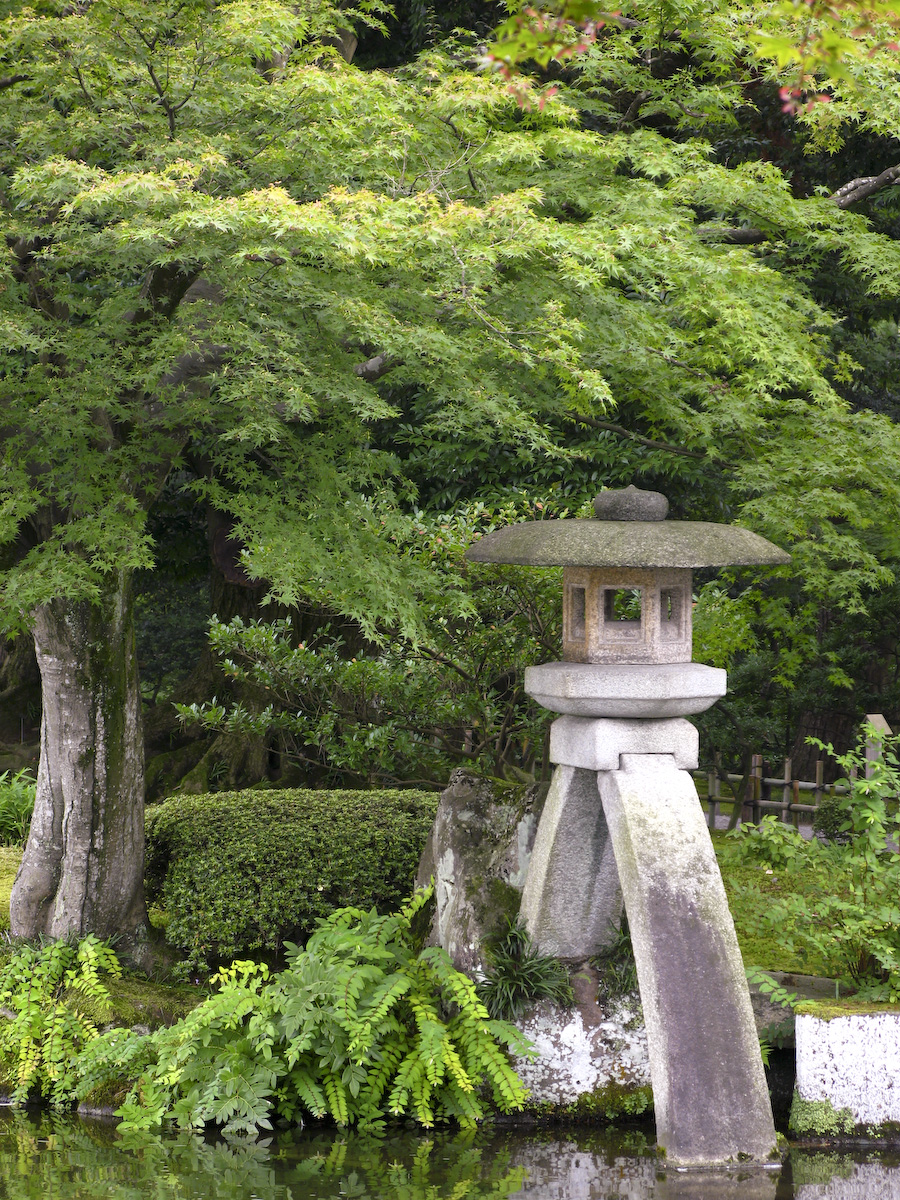
日本兼六園的徽軫灯籠
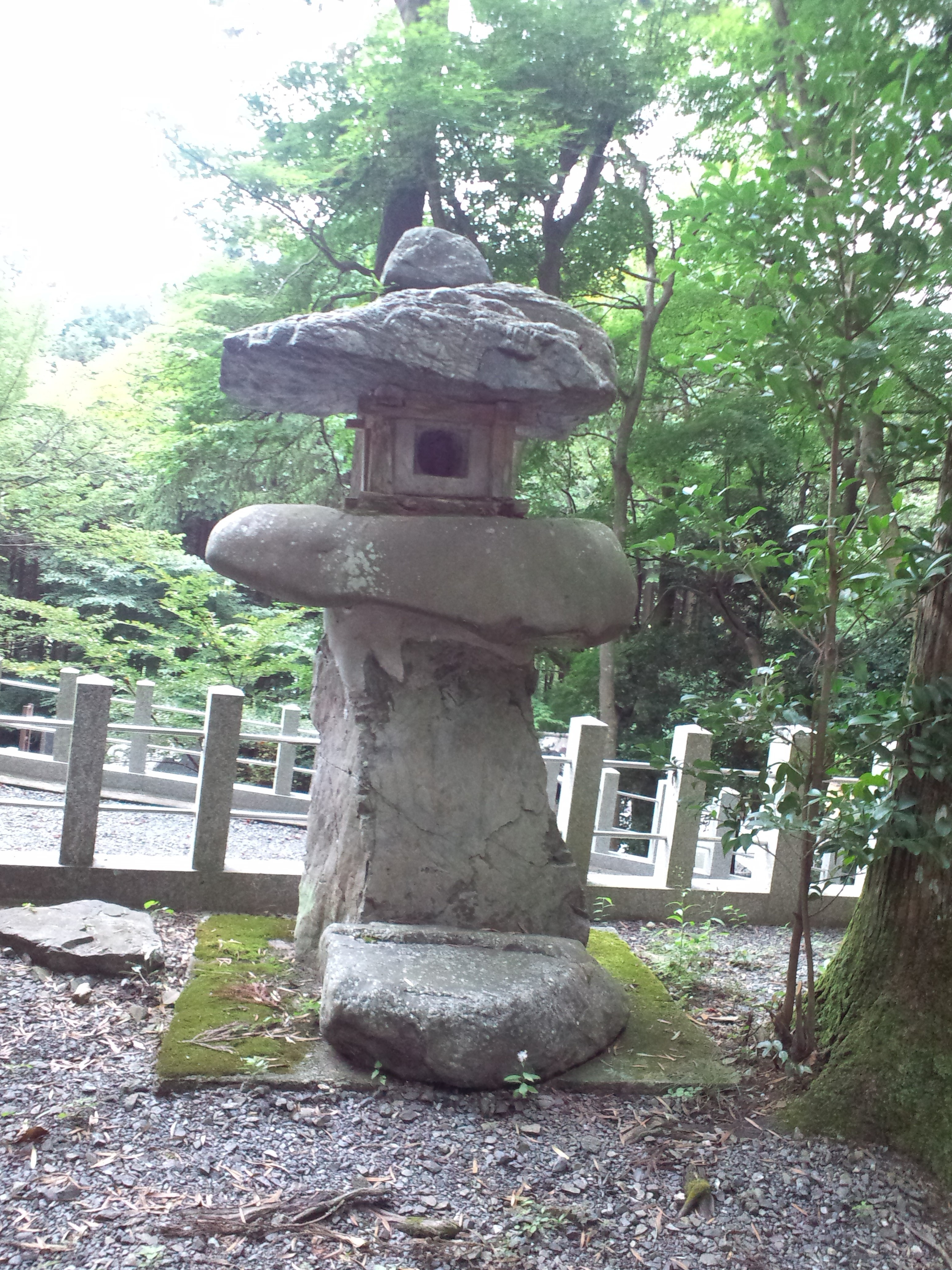
日本愛宕神社的野面燈籠
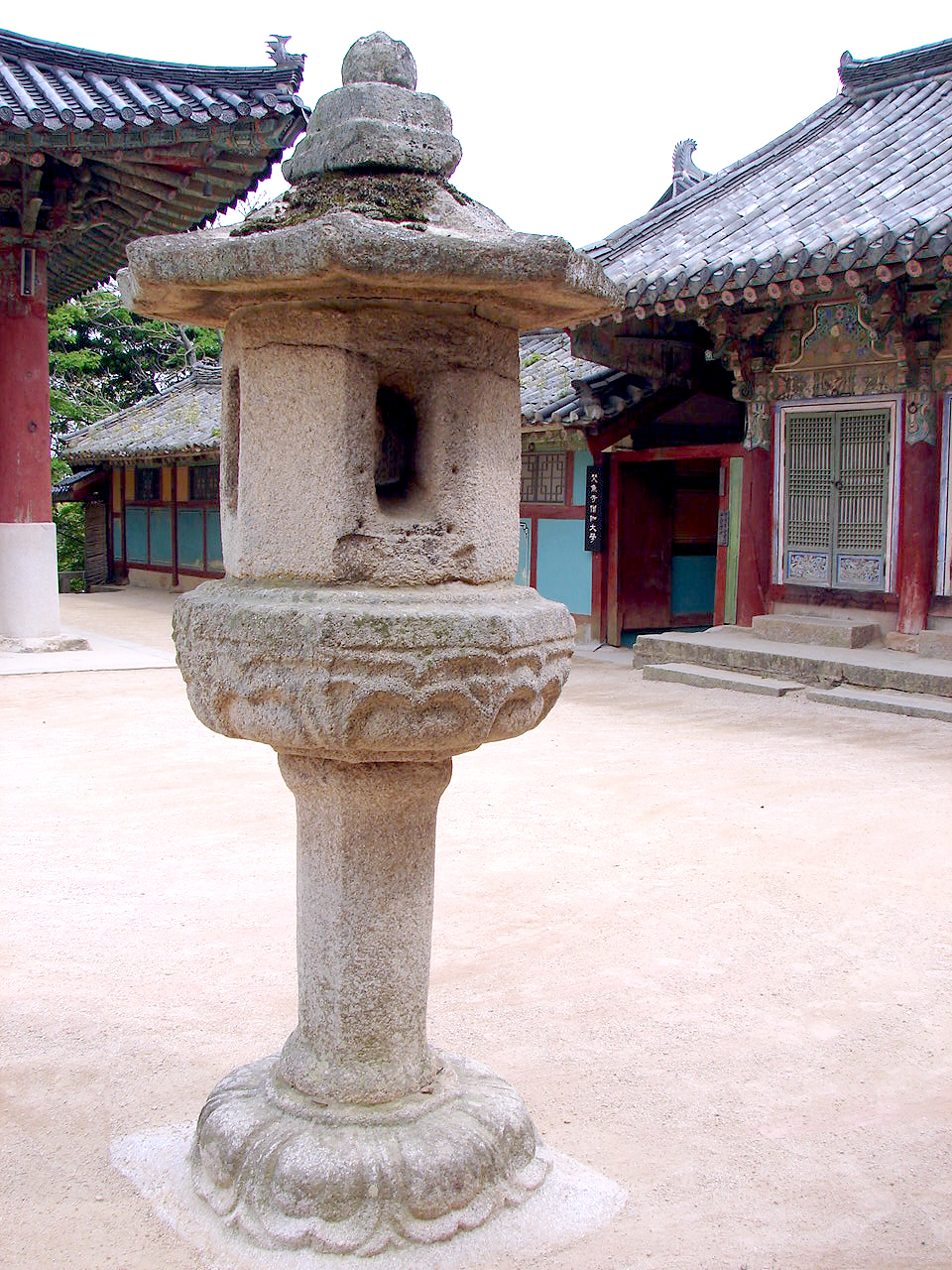
石燈籠（韓國釜山梵魚寺）
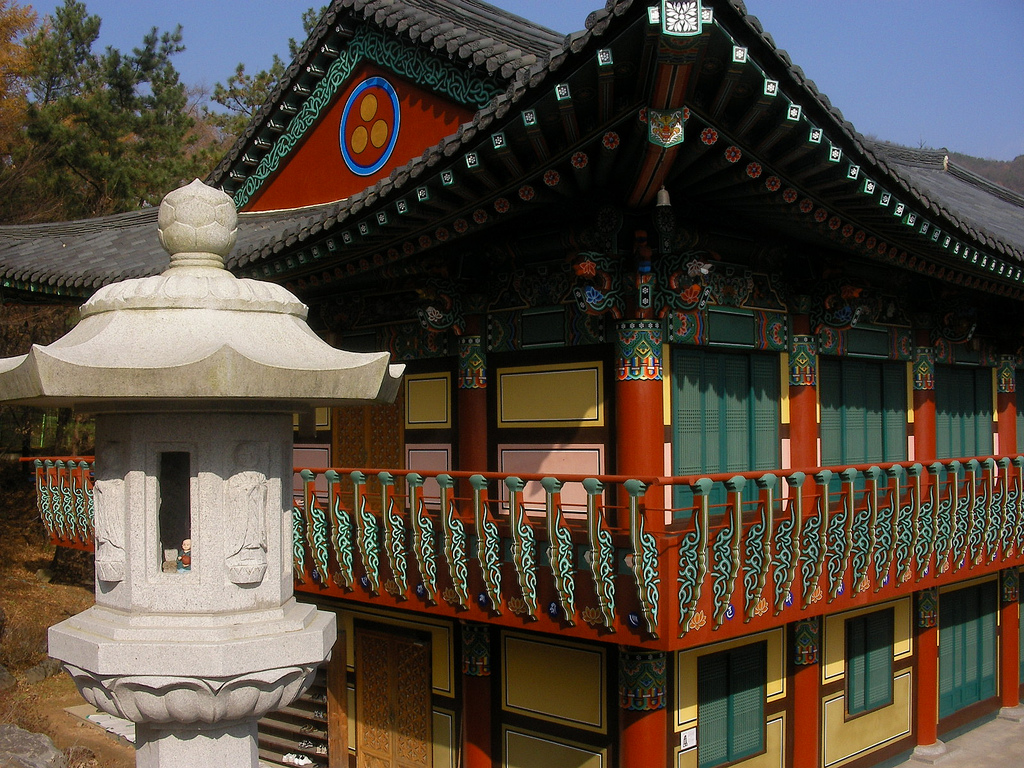
石燈籠（韓國大田市無上寺）
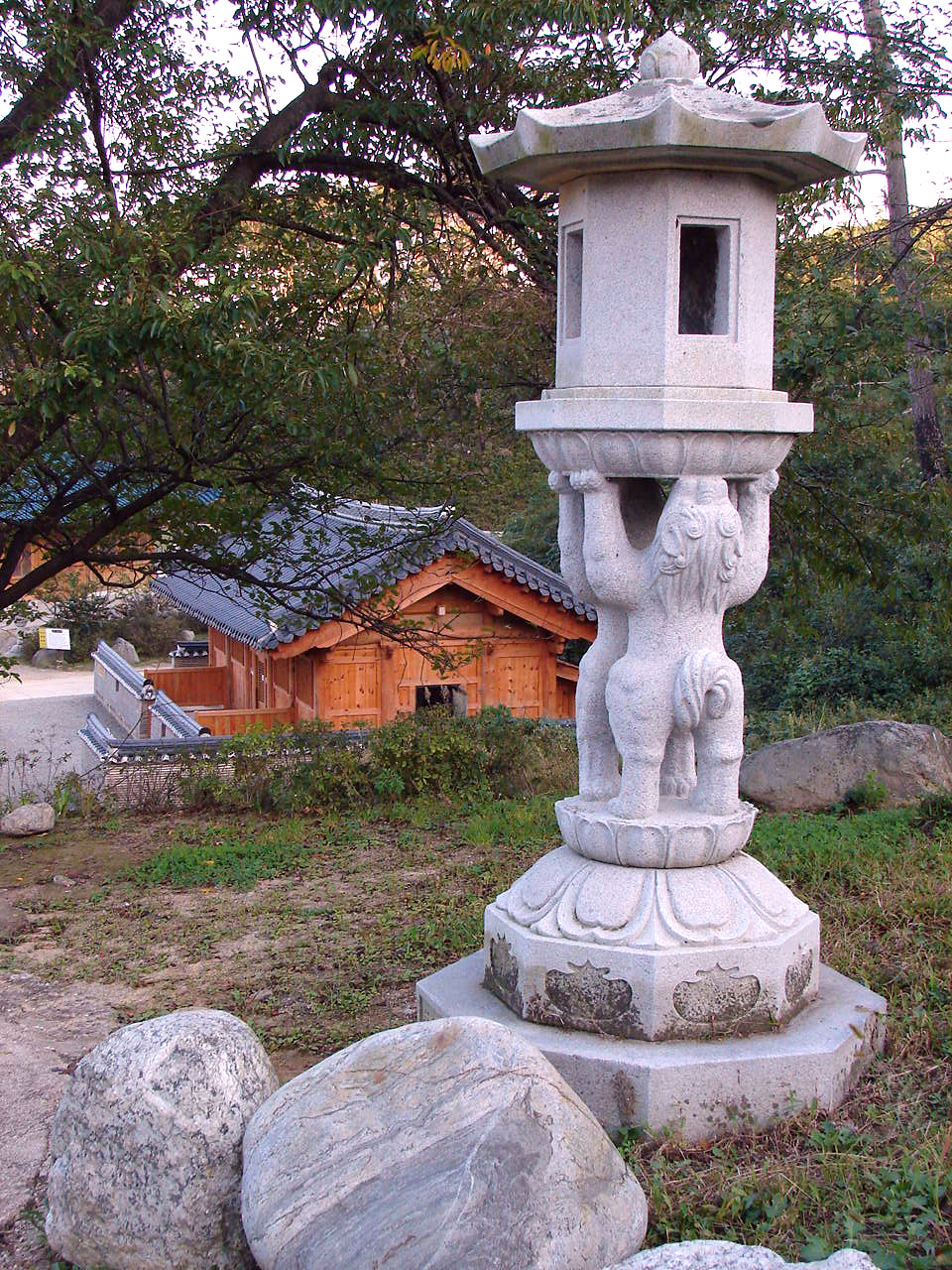
雙獅石燈籠（韓國襄陽郡洛山寺（朝鲜语：낙산사））
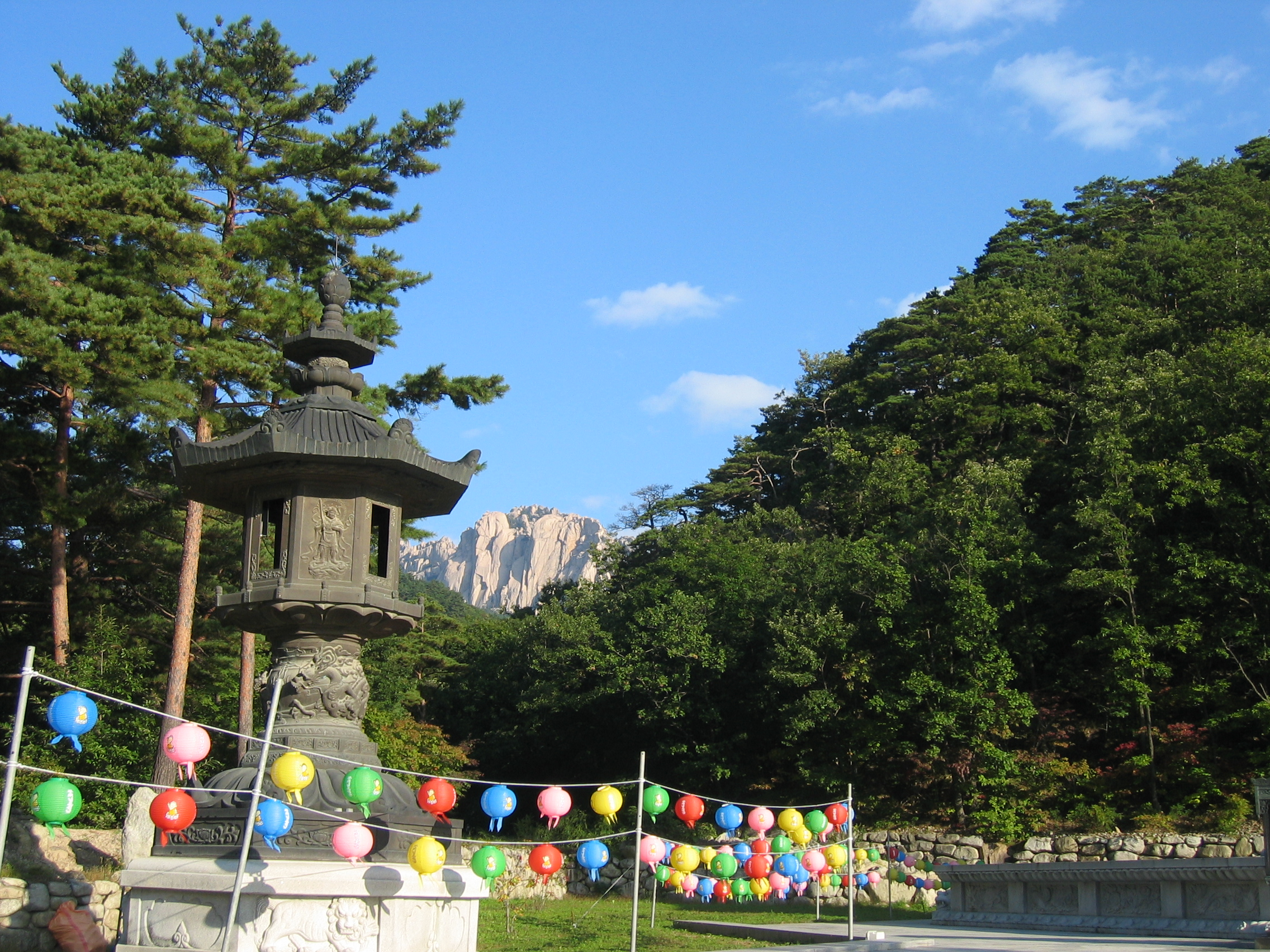
八角蟠龍石燈（韓國雪嶽山佛寺）
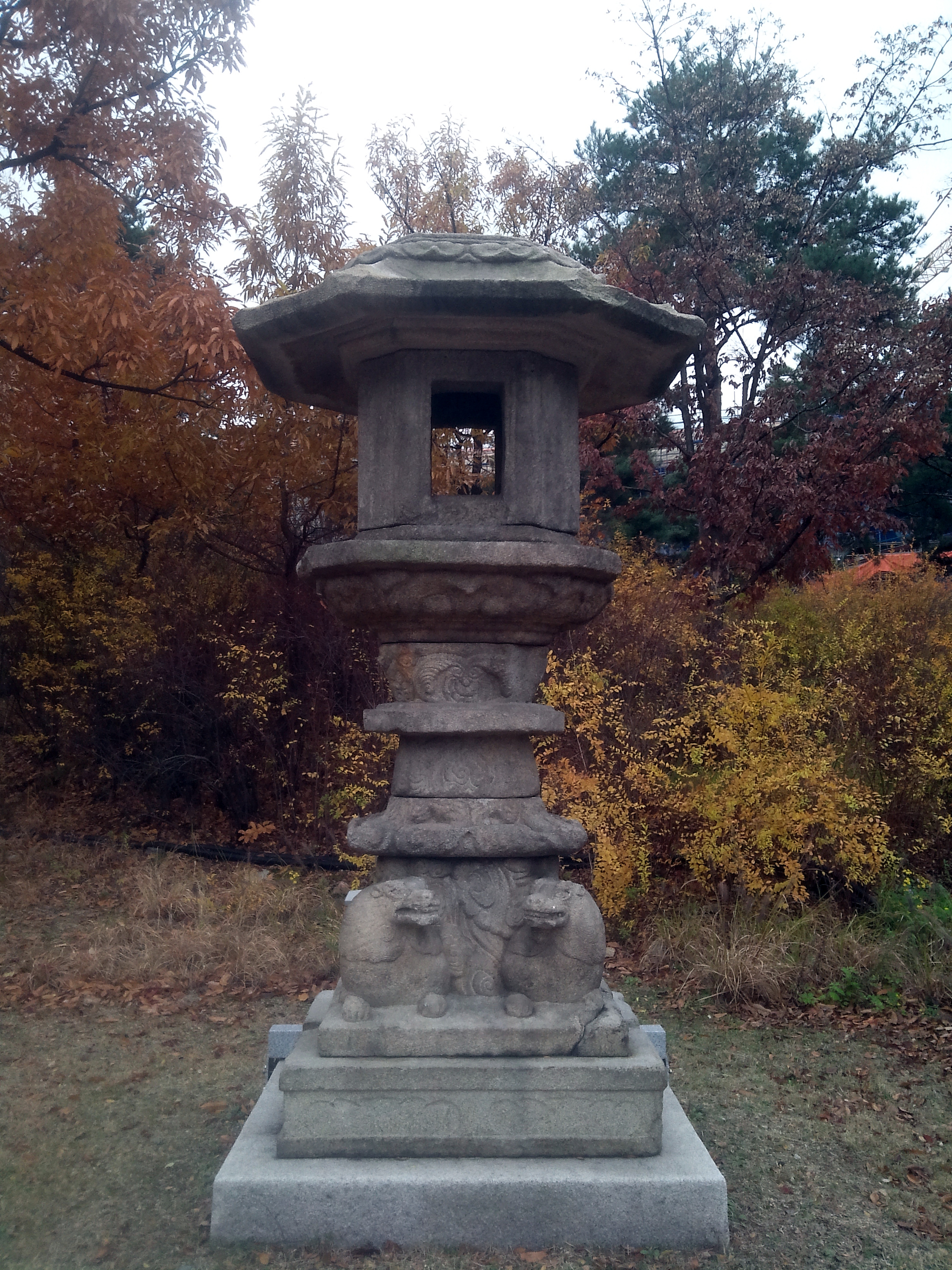
雙獅子石燈（韓國驪州郡高達寺）
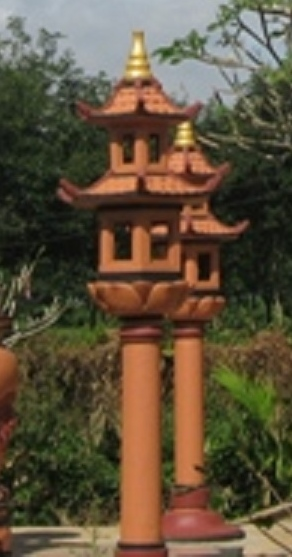
塔型石燈（越南嘉萊省寶明寺）
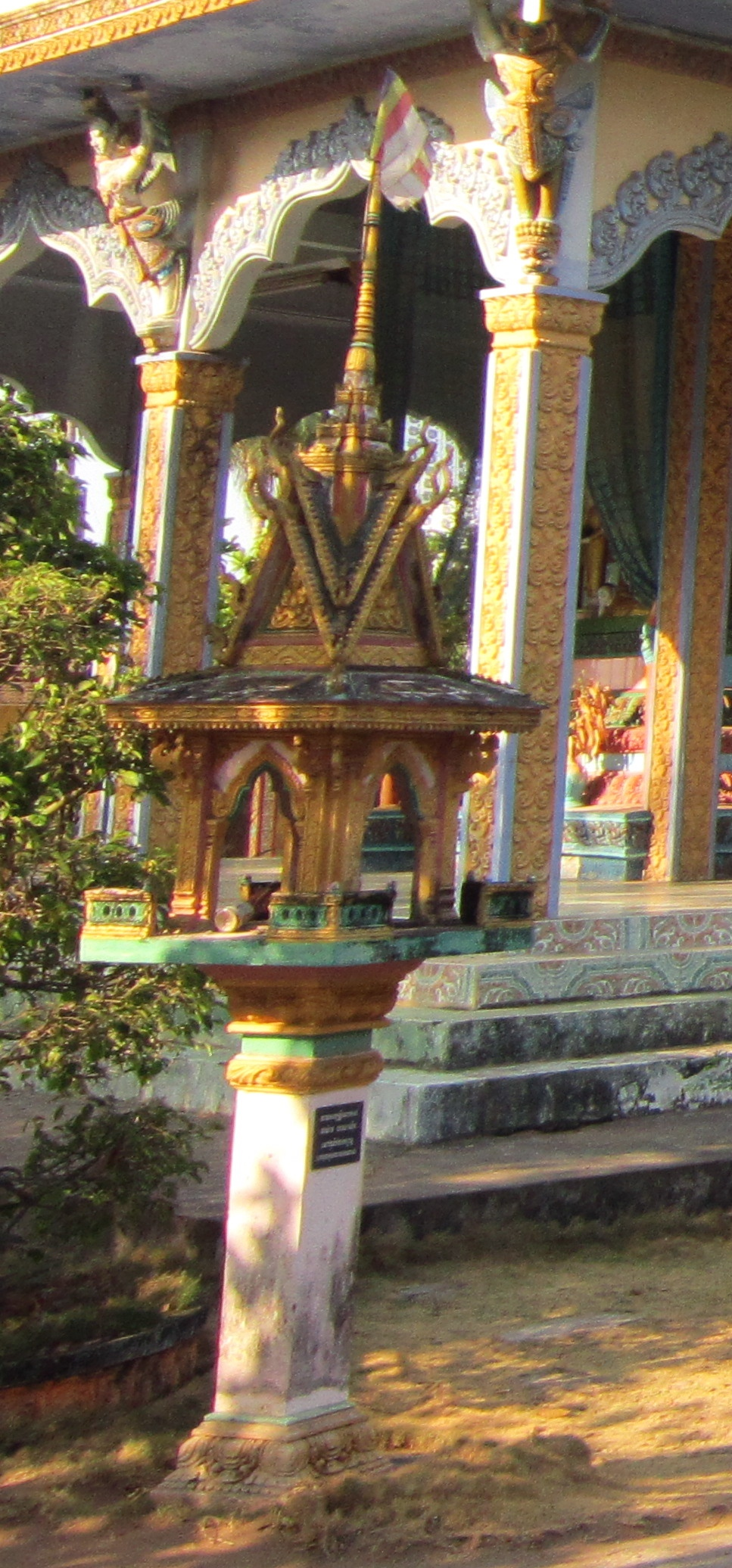
南傳佛教寺院石燈籠（越南茶榮省寺院）
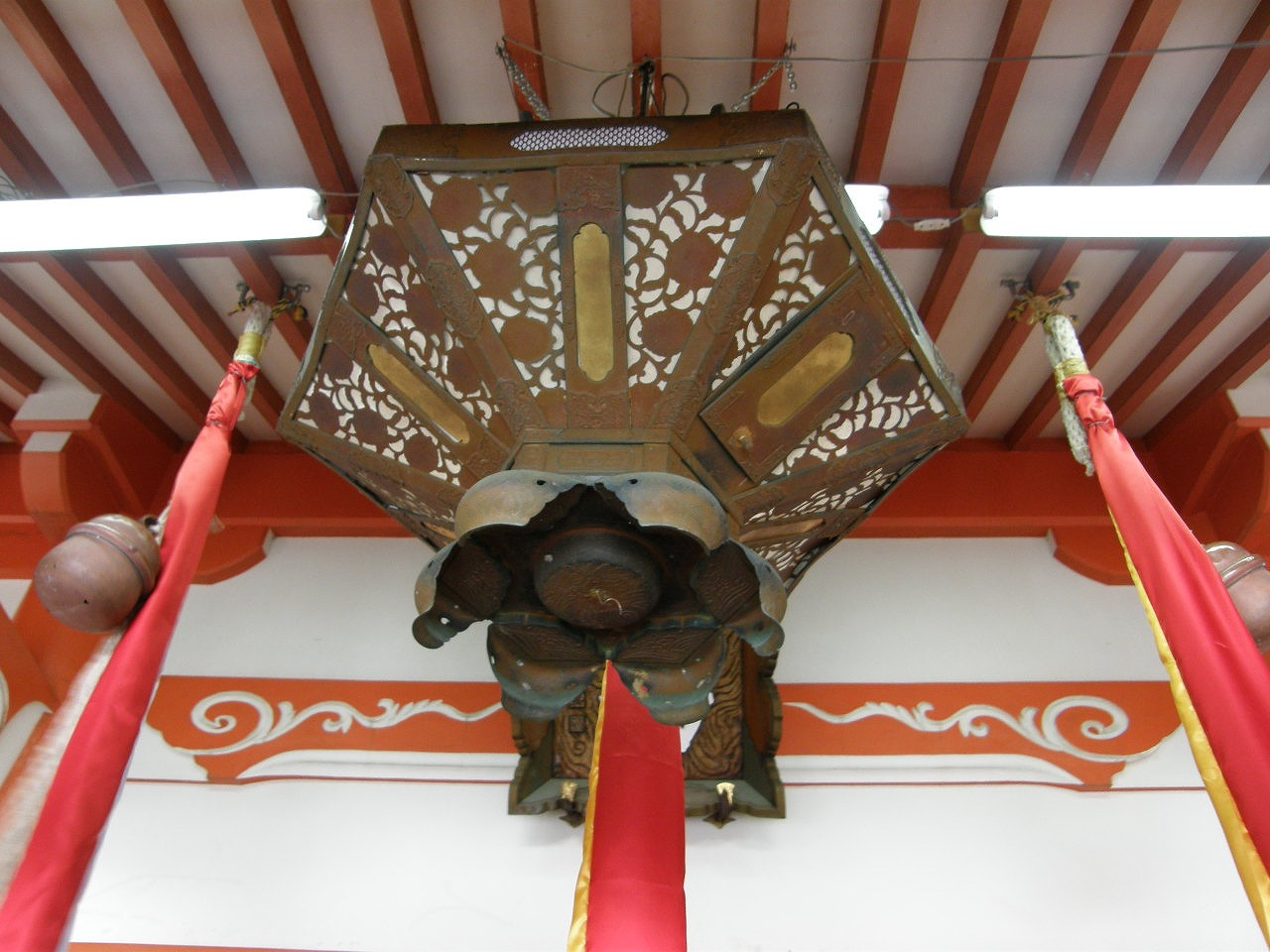
菱灯籠（日本西脇市成田山法輪寺 ）
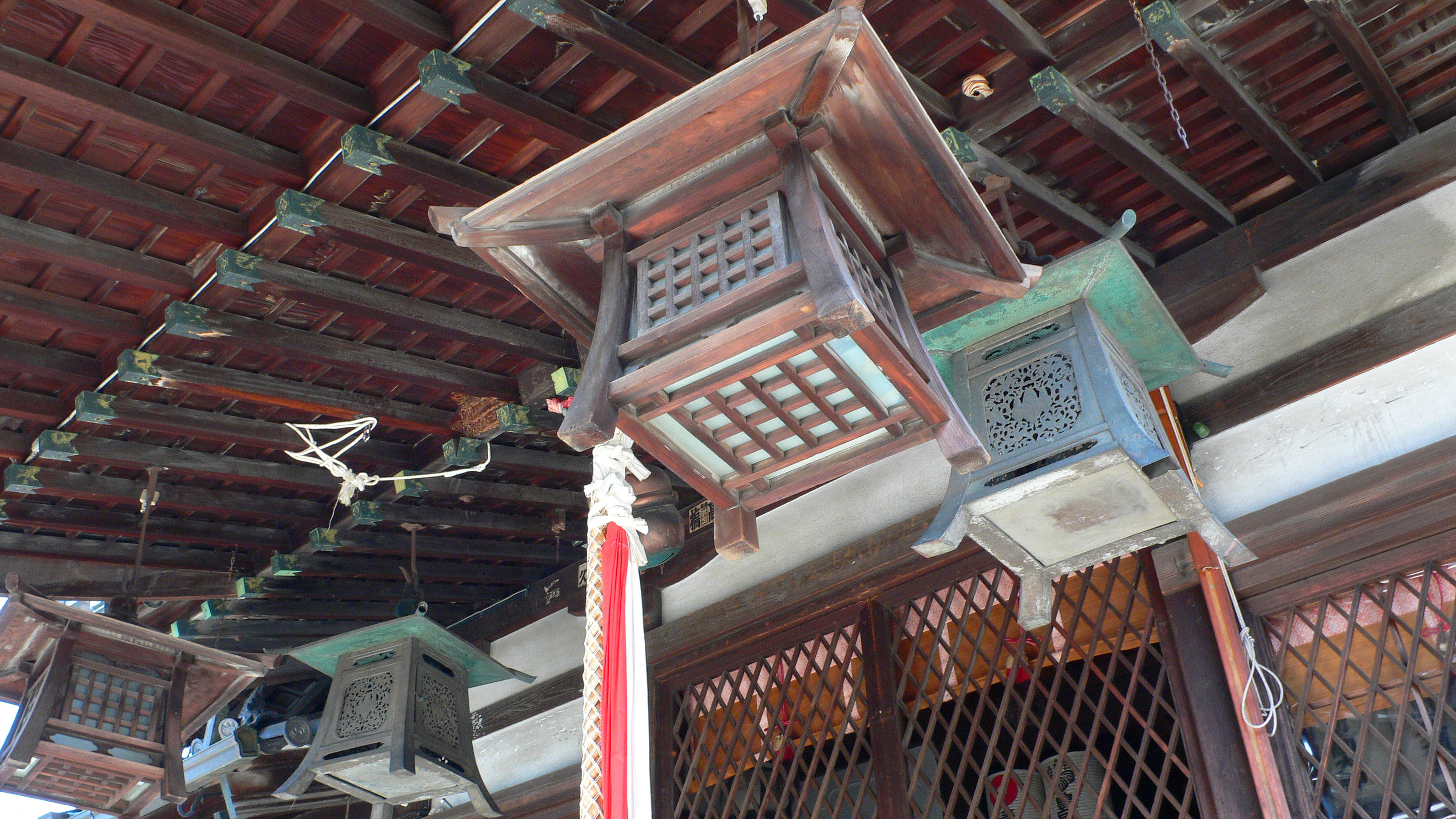
豐國神社的吊燈籠（日本滋賀縣長浜市）
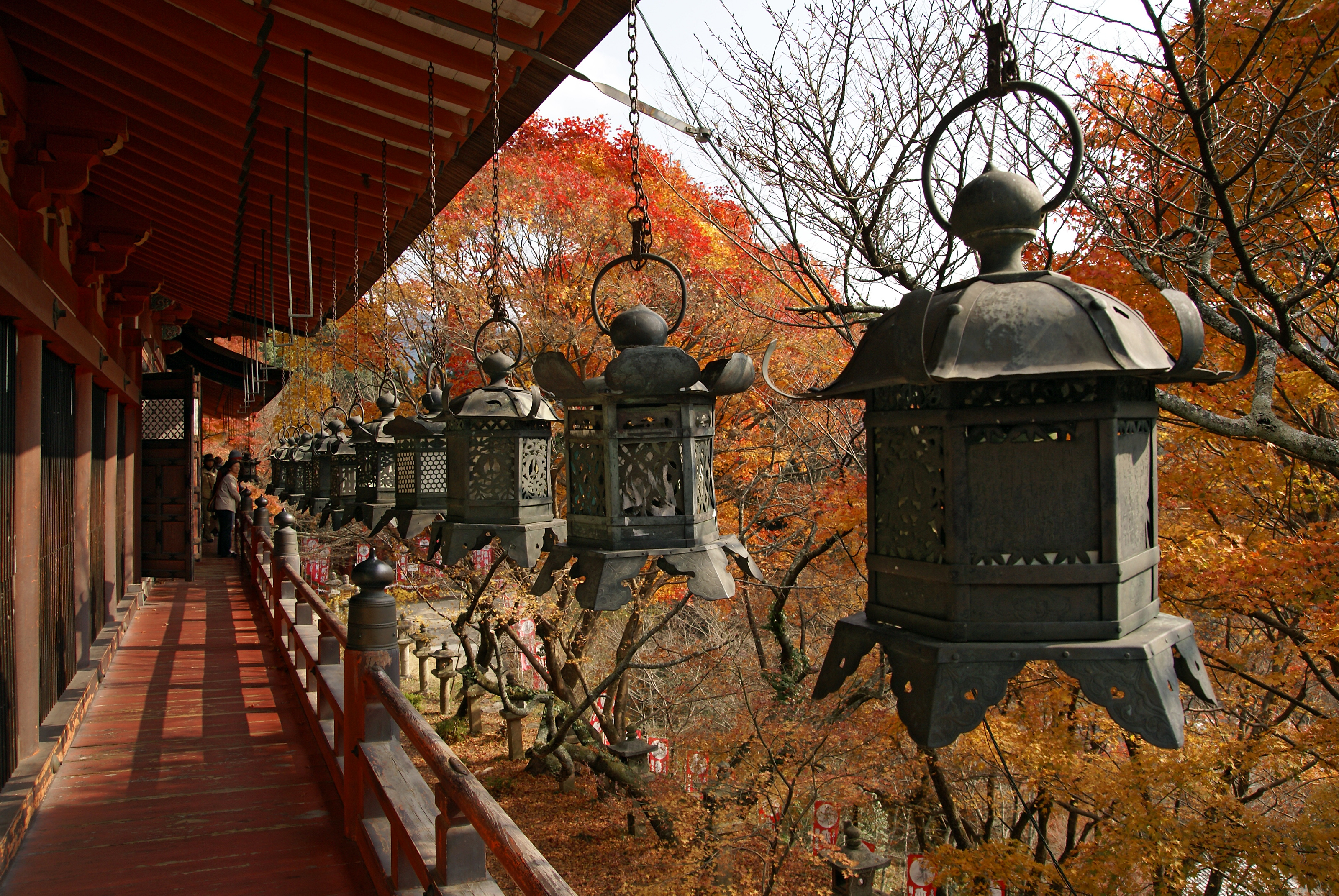
日本談山神社吊燈籠
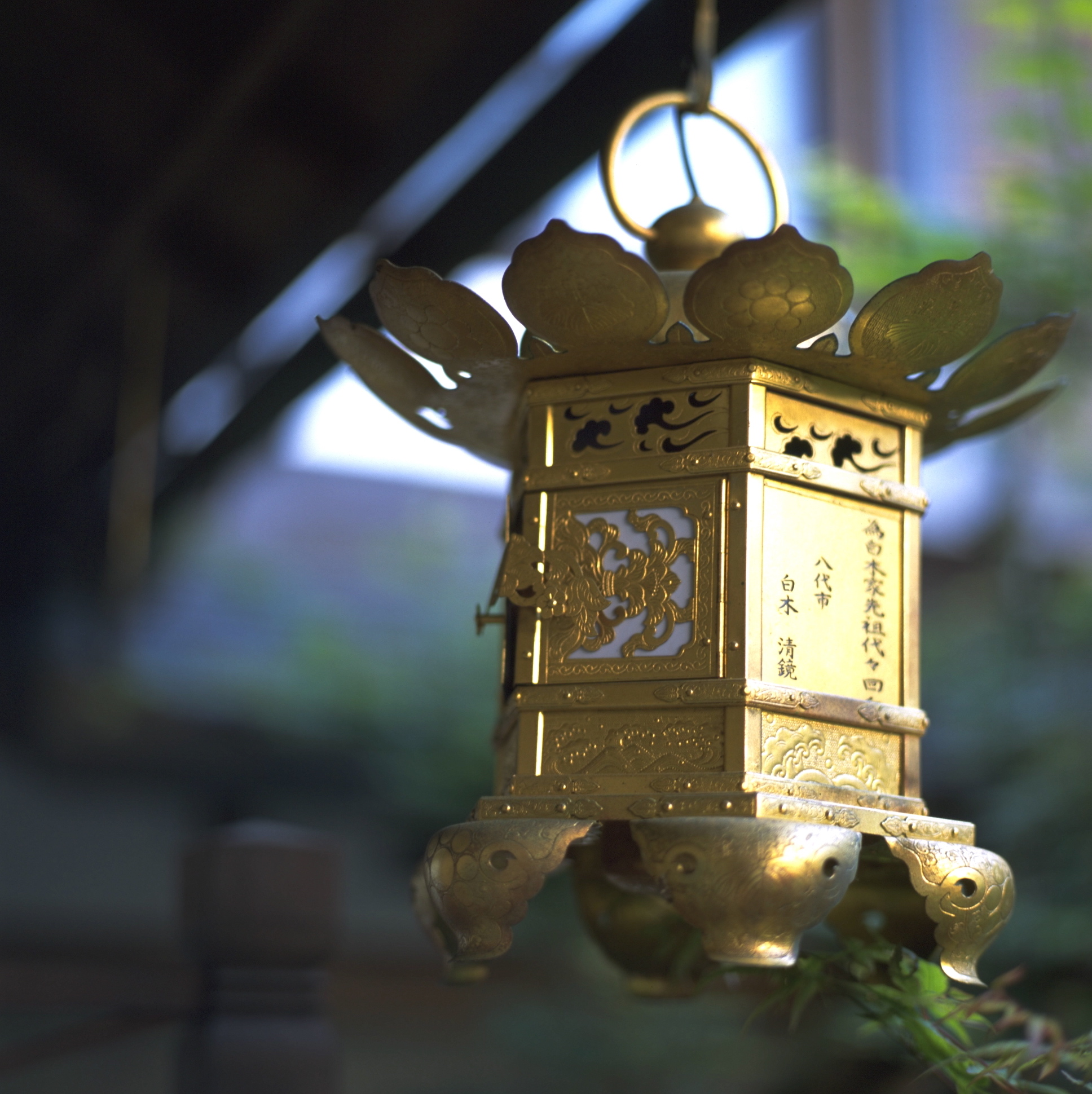
吊燈籠（日本千葉縣印西市）

## 外部連結
- 各種石燈籠 （页面存档备份，存于），2010年4月20日
- “隆福寺长明灯楼”刍议（第二稿）